# Antisemitismus

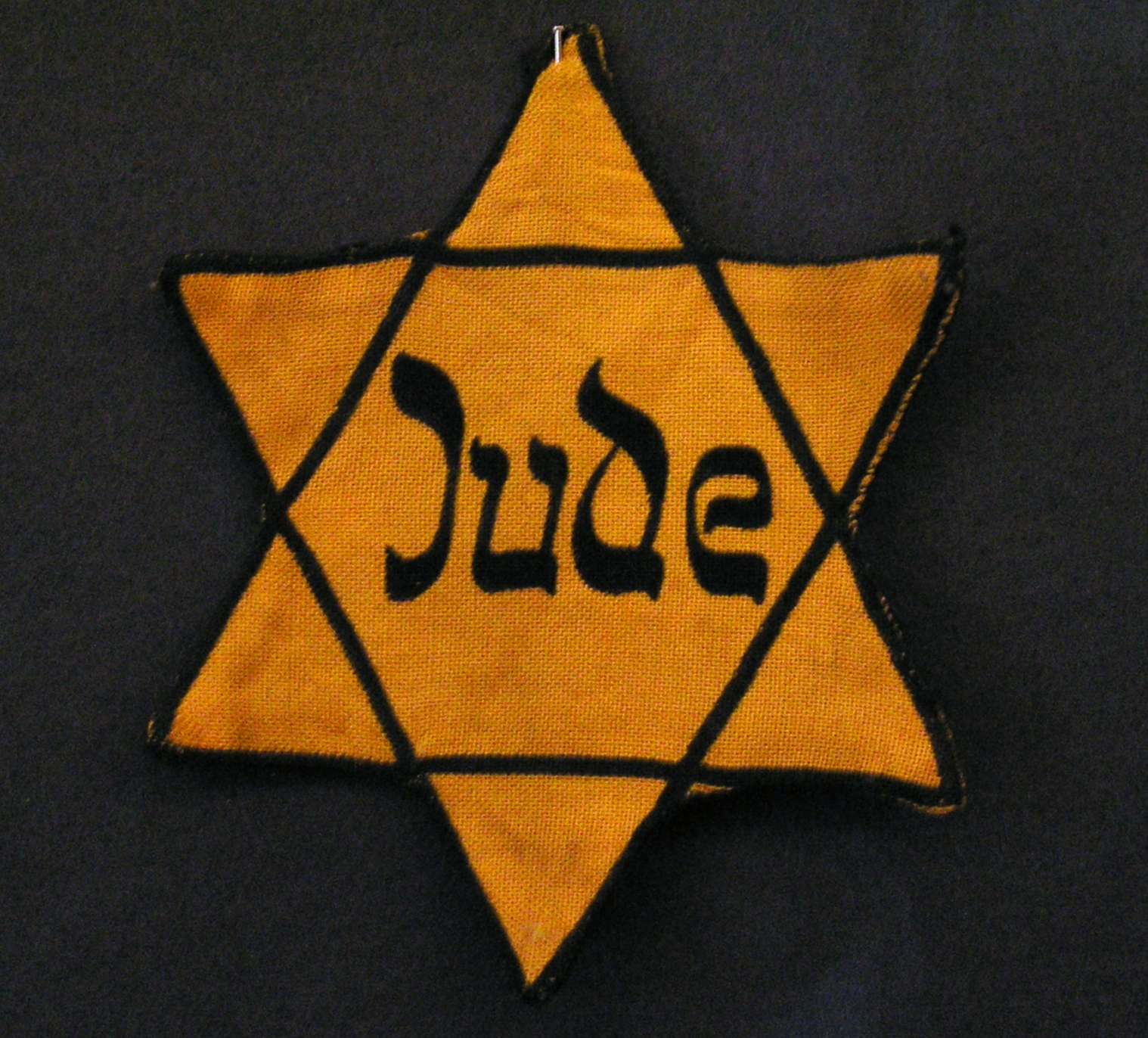
Žlutá Davidova hvězda, kterou museli židé nosit na oděvu v době druhé světové války, aby tak byli na první pohled odlišitelní od ostatního obyvatelstva.

Antisemitismus je nepřátelství nebo předpojatost vůči židům jako představitelům židovského náboženství judaismu, etnické skupině nebo rase. Přestože samotné slovo antisemitismus odkazuje ke všem semitským národům, je tento termín používán většinově pro označení nepřátelství vůči židům. Jde o formu xenofobie, která může mít různé formy, od osobní nenávisti až k institucionalizované násilné perzekuci. Krajním příkladem antisemitismu je otevřeně nepřátelská nacistická ideologie Adolfa Hitlera, která vedla ke genocidě evropských židů.
V rámci judaismu existuje názor, že antisemitismus je prostředek, skrze něhož samotný Bůh dává Židům najevo, že se jako národ svým životem natolik vzdálili ideálům Tóry, že ztrácejí svůj raison d'être. Jinými slovy podle tohoto názoru chce Bůh židovský národ skrze projevy antisemitismu obrátit směrem k cíli, pro nějž byl stvořen. Toto stanovisko v podstatě zastávala i tak význačná halachická autorita, jakou byl izraelský vrchní rabín Ovadja Josef.

## Formy antisemitismu

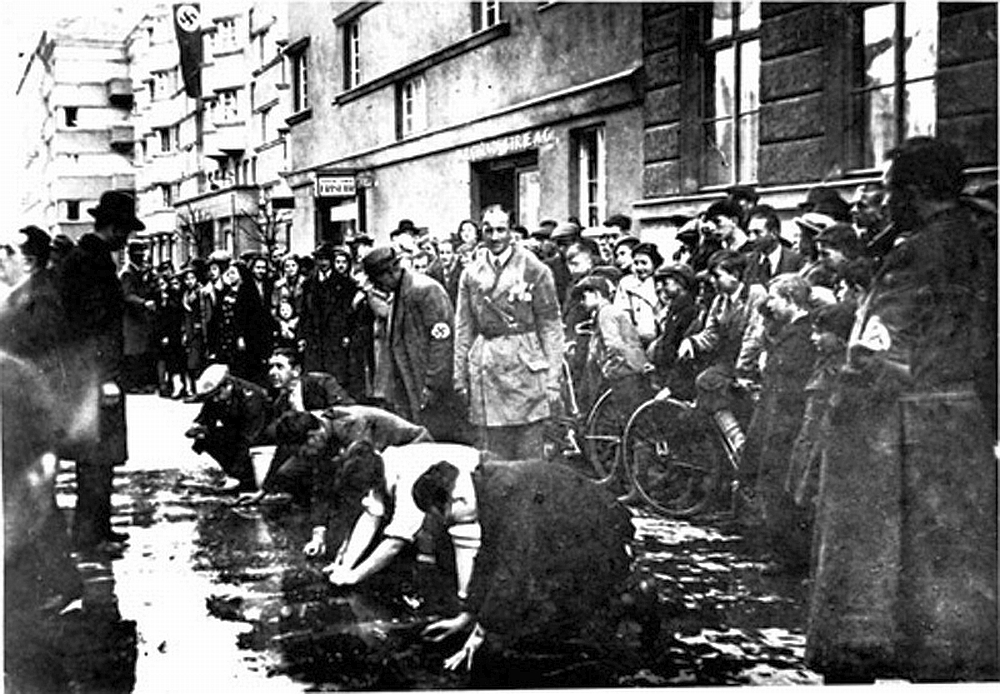
Židé jsou přinuceni drhnout chodníky před zraky přihlížejících ve Vídni v roce 1938

- Náboženský antisemitismus (někdy též antijudaismus): Až do začátku 19. století měl antijudaismus hlavně náboženský základ, pocházející z rozporů mezi křesťanstvím a judaismem, nebo islámem a judaismem, jenž byl ovlivněn gnózí pozdní antiky.[2] Protože judaismus byl největším menšinovým náboženstvím v křesťanské Evropě a většině islámského světa, byli židé často hlavním cílem nábožensky motivovaného násilí a persekuce ze strany křesťanských a v menší míře i islámských vládců. Tato forma odporu je namířena na náboženství jako takové, takže obecně nezahrnuje ty, kteří mají židovský původ, ale přestoupili k jinému náboženství, ačkoliv byly i výjimky, jako např. španělští Conversos. Právě v náboženském antijudaismu měly původ středověké zákony zakazující vyznávání židovských náboženství, které měly za následek vyhánění židů z mnoha evropských zemí.
- Rasový antisemitismus: Tato forma má původ v prvotních velmi rozšířených, ale nesprávně pochopených myšlenkách o vývoji ras, které se začaly objevovat v období osvícenství. Od konce 19. století až do současnosti se jedná o nejrozšířenější formu antisemitismu. Rasový antisemitismus nahradil nenávist k judaistickému náboženství přesvědčením, že samotní židé jsou bez ohledu na náboženské vyznání rasově oddělenou skupinou a jako takoví jsou nižší rasou hodnou pohrdání. S nástupem rasového antisemitismu se začaly objevovat také populární konspirační teorie, ve kterých jsou vylíčeny údajné židovské plány na ovládnutí světa.
- Nový antisemitismus: Podle názoru mnoha analytiků a židovských skupin se na konci 20. století objevila odlišná forma antisemitismu, spojovaná s extrémní levicovou, pravicovou a islamistickou politikou, která přebírá vyjadřovací prostředky a koncepci antisionismu.[3][4][5][6] Projevem nového antisemitismu je démonizace, vytváření dvojích standardů či zpochybňování existence Státu Izrael. O tom, zda se skutečně jedná o novou samostatnou formu antisemitismu, nebo jen o nové projevy staré nenávisti, se však vedou spory.

## Původ a užití

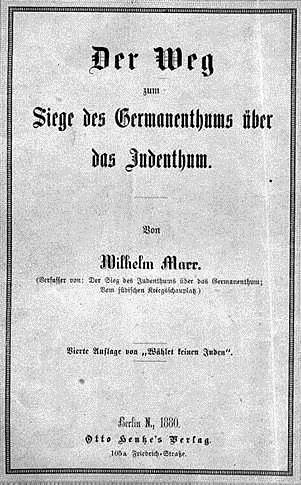
Titulní strana knihy Cesta k vítězství germánství nad židovstvím od Wilhelma Marra, vydání z roku 1880.

Slovo antisemitský (německy antisemitisch) pravděpodobně poprvé použil v roce 1860 židovský učenec moravského původu Moritz Steinschneider ve slovním spojení „antisemitské předsudky“ (německy „antisemitische Vorurteile“). Steinschneider tak charakterizoval myšlenky Ernesta Renana o nadřazenosti árijské rasy nad semitskou. V 19. století byly domněle vědecké teorie týkající se ras, civilizací a pokroku v Evropě velmi rozšířené. Velkým zastáncem této formy rasismu byl pruský nacionalistický historik Heinrich von Treitschke. Na rozdíl od Renana a dalších autorů bylo v jeho spisech slovo semitský v podstatě synonymem slova židovský.
Německý politický agitátor Wilhelm Marr použil slovo Antisemitismus v roce 1879 ve své knize Cesta k vítězství germánství nad židovstvím (Der Weg zum Siege des Germanentums über das Judentum) ve významu „nenávist vůči židům“. Tato nenávist popsaná novým slovem se tak jevila jako vědecky podložená, racionální. Marrova kniha se stala velmi populární a Marr ve stejném roce založil Antisemitskou ligu (Antisemiten-Liga), první německou organizaci, která se otevřeně angažovala v boji proti údajné hrozbě Německu ze strany židů a prosazovala jejich násilný odsun ze země.
V tisku se slovo antisemitismus ve větším nákladu poprvé objevilo v roce 1881, kdy Marr uveřejnil brožuru Zwanglose Antisemitische Hefte a Wilhelm Scherer použil slovo Antisemiten v lednovém vydání Neue Freie Presse. Další podobné slovo – semitismus se objevilo kolem roku 1885. V této souvislosti se také Němci pokoušeli pro označení židů nebo židovské národnosti prosadit označení Palestinci, aby došlo k oddělení od judaistického náboženství.
V angličtině se antisemitismus píše většinou s pomlčkou: Anti-Semitism. Ačkoliv to naznačuje předpona anti, nejsou slova semitský a anti-semitský opačná (antonyma). Aby se předešlo nedorozuměním, mnoho vědců z oboru (např. Emil Fackenheim z Hebrejské univerzity) doporučuje užívat tvar bez pomlčky, tedy antisemitism. Jiní, mezi něž patří např. Yehuda Bauer, zastávají názor, že slovo, a to zvláště psané s pomlčkou, je nesmysl, protože neexistuje žádný semitismus, vůči kterému by bylo opačné.
Slovo antisemitismus se používá k popisu historické předpojatosti vůči samotným židům. I když etymologicky znamená „odpor k Semitům“, tradičně neoznačuje odpor ke všem lidem mluvícím semitskými jazyky. V posledních desetiletích se však také objevují názory, že by význam termínu měl být rozšířen, aby zahrnoval i odpor vůči Arabům (antiarabismus), vzhledem k tzv. „arabskému antisemitismu“, tedy odporu Arabů, kteří jsou také semité, vůči židům. Argumenty pro takovéto rozšíření vycházejí z tvrzení, že pokud semitská jazyková skupina zahrnuje arabštinu, hebrejštinu a aramejštinu a historické označení Semita se vztahuje na všechny předpokládané potomky biblického Šéma, antisemitismus by měl být obsahově podobný. Odpůrci včetně Palestinské islámské organizace naopak uvádějí, že Arabové už z definice nemohou být antisemitští a rozšířený význam slova není obecně přijímán.

### Vymezení pojmu
Ačkoliv obecně se antisemitismus popisuje prostě jako nepřátelství nebo předpojatost vůči židům, existují i jiné definice, jejichž autory jsou uznávané autority. Jednou z nich je definice badatelky zabývající se holocaustem Helen Feinové, profesorky na City University of New York, která definuje antisemitismus takto: „Trvalá skrytá struktura nepřátelských názorů vůči židům jako skupině, projevující se u jedinců jako osobní postoj, v kultuře jako mýty, ideologie, folklór a výtvarné projevy a v chování jako sociální nebo právní diskriminace, politická mobilizace proti židům a kolektivní či státní násilí, jehož výsledkem nebo záměrem je zachování odstupu, vyhnání, nebo zničení židů jako takových“. Profesor Dietz Bering z univerzity v německém Kolíně nad Rýnem dále rozšířil definici o popis antisemitských názorových struktur: „Pro antisemity jsou židé zcela a úplně špatní od přírody, což znamená, že jejich špatné povahové rysy se nedají napravit. Vzhledem k této jejich špatné povaze platí: (1) Na židy je nutno pohlížet nikoliv jako na jednotlivce, ale jako na skupinu. (2) Židé pro okolní společnost nezbytně zůstávají cizinci. (3) Židé svým 'hostitelským společnostem', případně celému světu přinášejí neštěstí, což dělají tajně, takže se antisemité cítí být povinováni k odhalování spikleneckého špatného židovského charakteru.“
Různé mezinárodní a vládní instituce se už mnohokrát pokoušely antisemitismus formálně definovat. Ministerstvo zahraničí USA ve své Zprávě o globálním antisemitismu z roku 2005 uvádí: „nenávist vůči židům – jednotlivě nebo jako ke skupině – která se může vztahovat k židovskému náboženství a/nebo příslušnosti k etnické skupině“.
Evropské středisko pro sledování rasismu a xenofobie (EUMC; dnešní Agentura Evropské unie pro základní práva), které je orgánem Evropské unie, v roce 2005 vytvořilo podrobnější pracovní definici: „Antisemitismus je určitý způsob vnímání židů, který lze vyjádřit jako nenávist vůči židům. Slovní a fyzické projevy antisemitismu jsou zaměřeny proti židovským nebo nežidovským osobám a/nebo jejich majetku, proti institucím židovské komunity a náboženským zařízením. Podobné projevy mohou být namířeny také proti státu Izrael, jako představiteli židovského národa. Antisemitismus často obviňuje židy ze spiknutí s cílem poškodit lidstvo a nezřídka na židy svádí vinu za to, že 'se právě něco nedaří'“.
EUMC dále uvádí „příklady současného antisemitismu ve veřejném životě, médiích, školách, pracovištích a v náboženské sféře“. Zahrnuty jsou: Obviňování z prolhanosti a nelidskosti, démonizace a prohlášení o židech založená na stereotypech, obviňování židů z odpovědnosti za skutečné nebo smyšlené křivdy spáchané židovskými jednotlivci nebo skupinou, popírání holocaustu, obviňování občanů židovského původu z toho, že jsou loajálnější k Izraeli nebo údajným záměrům světového židovstva, než k zájmům jejich vlastní národnosti. EUMC také hovoří o způsobech, kterými se v závislosti na kontextu mohou stát antisemitskými útoky na Izrael (vizte Antisionismus).
V roce 2016 vytvořila Mezinárodní aliance pro připomínání holocaustu (IHRA) pracovní definici antisemitismu, kterou se následně snažila prolobbovat do právních řádů různých států. V Česku se lobby ujala Federace židovských obcí. V lednu 2019 například český parlament přijal následující právně nezávaznou definici antisemitismu: „Antisemitismus je určitý způsob vnímání Židů, který lze popsat jako nenávist vůči Židům. Slovní a fyzické projevy antisemitismu směřují proti židovským i nežidovským osobám anebo jejich majetku, proti institucím a bohoslužebným místům židovských obcí.“ V přijatém usnesení se nacházely pomocné body k rozpoznání antisemitismu, které pocházely od IHRA. V jisté podobě (zejména právně nezávazné) přijalo definici antisemitismu vycházející z pracovní definice IHRA většina států Evropské unie a Spojených států amerických. Definice IHRA byla ovšem na mezinárodní úrovni kritizována, jelikož její část, zabývající se projevy nového antisemitismu, implikovala, že antisemitismem může být i kritika jednání Státu Izrael. Ke kritice se připojilo více než sto lidskoprávních organizací, včetně Be-celem, Human Rights Watch, Amnesty International, American Civil Liberties Union a další. V květnu 2024 americká Sněmovna reprezentantů schválila zákon, který zakotvuje definici antisemitismu IHRA do zákona o občanských právech.

## Prvotní antisemitismus
Kdy se objevily první projevy antisemitismu není jasné a zůstává to předmětem vědeckých debat. Např. profesor Peter Schafer ze Svobodné univerzity v Berlíně uvádí, že antisemitismus poprvé rozšířili „Řekové přebírající staroegyptské předsudky“. Na základě protižidovských spisů egyptského kněze Manéthóa, Schafer naznačuje, že antisemitismus se mohl objevit už v „samotném Egyptě“. Nepřátelství, kterému museli židé běžně čelit v době diaspory rozsáhle popisuje John M. G. Barclay z univerzity v Durhamu. Starověký židovský filosof Filón popisuje v textu Flaccus útok, ke kterému došlo v Alexandrii v roce 38 n. l. a při němž zahynuly tisíce židů. Pieter W. Van Der Horst ve své analýze došel k názoru, že příčinou násilí v Alexandrii byla údajná židovská misantropie, tzn. nenávist k lidem. Gideon Bohak je zase názoru, že prvotní odpor vůči židům nebyl antijudaismus (odpor k náboženství), ale osobní negativní postoj k židům jako takovým. Na podporu této striktnější definice uvádí, že mnozí Řekové pociťovali odpor k jakékoliv skupině lidí považovaných za tzv. barbary. Naproti tomu potlačování židovského náboženství, ke kterému docházelo za použití hrubého násilí proti civilnímu obyvatelstvu 150 let př. n. l., jak je vylíčeno v 1. Makabejské knize Starého zákona se jeví jako antijudaismus v širším smyslu, než který užívá Bohak. Existují i jiné příklady starověkého odporu k židům, avšak ne všechny jsou obecně považovány za projevy antisemitismu.

### Antijudaismus v Novém zákoně
Biblický Nový zákon je sbírka knih mnoha různých autorů. Většina byla napsána na konci prvního století a mimo dvou knih (Lukáš, Skutky) jsou tradičně připisovány židovským následovníkům Ježíše Krista. Přestože autoři byli židé, je v Novém zákoně mnoho pasáží, které lze považovat za antisemitské, nebo byly pro antisemitské účely využity. Nejvýznamnější z nich:
- Ježíš mluví ke skupině farizeů: „Vím, že jste potomci Abrahamovi; ale chcete mě zabít, neboť pro mé slovo není u vás místa. Já mluvím o tom, co jsem viděl u Otce; a vy děláte, co jste slyšeli od vašeho otce.“ Odpověděli mu: „Náš otec je Abraham.“ Ježíš jim řekl: „Kdybyste byli děti Abrahamovy, jednali byste jako on. Váš otec je ďábel a vy chcete dělat, co on žádá. On byl vrah od počátku a nestál v pravdě, poněvadž v něm pravda není. Když mluví, nemůže jinak než lhát, protože je lhář a otec lži. Já mluvím pravdu, a proto mi nevěříte. Kdo z vás mě usvědčí z hříchu? Mluvím-li pravdu, proč mi nevěříte? Kdo je z Boha, slyší Boží řeč. Vy proto neslyšíte, že z Boha nejste.“ (Jan 8,37-39; 44-47 ekumenický překlad (EKUM))
- Svatý Štěpán hovoří před radou synagogy těsně před svou popravou: „Jste tvrdošíjní a máte pohanské srdce i uši! Nepřestáváte odporovat Duchu svatému, jak to dělali vaši otcové. Byl kdy nějaký prorok, aby ho vaši otcové nepronásledovali? Zabili ty, kteří předpověděli příchod Spravedlivého, a toho vy jste nyní zradili a zavraždili. Přijali jste Boží zákon z rukou andělů, ale sami jste jej nezachovali!“ (Skutky apoštolů 7,51-53, EKUM)
- List církvi v Sardách: Hle, dávám do tvých rukou ty, kdo jsou ze synagógy satanovy; říkají si židé, a nejsou, ale lžou. Hle, způsobím, že přijdou a padnou ti k nohám; a poznají, že já jsem si tě zamiloval. (Zjevení Janovo 3,9, EKUM)

Někteří biblisté poukazují na to, že Ježíš a Štěpán jsou zobrazeni jako židé hovořící k jiným židům, že jejich obviňování Izraele je vypůjčené ze Starého zákona od Mojžíše a pozdějších židovských proroků (např. Deut 9,13-14; 31,27-29; 32,5, 20-21; 2kr 17,13-14; Iz 1,4; Oz 1,9; 10,9) a Ježíš jednou nazval vlastního učedníka Petra satanem (Mk 8,33). V tomto kontextu by bylo vhodnější, kdyby byly všechny novozákonní pasáže, které mnozí považují svou povahou za antisemitské, vnímány spíše jako pouhé „vnitrožidovské rozepře“. Jiní vědci ale trvají na tom, že podobné verše odrážejí napětí mezi židy a křesťany, které se objevilo na přelomu prvního století a nesouviselo s Ježíšem. V současné době téměř všechny křesťanské denominace takovýmto částem bible nepřikládají důležitost a odmítají jejich využívání antisemity.
S poukazem k starozákonnímu židovskému proroku Jeremiášovi (Jer 31,31-34) uvádí Nový zákon, že Ježíšovou smrtí byla uzavřena nová smlouva, která činí první Mojžíšovu smlouvu zastaralou a v mnoha ohledech ji nahrazuje, jedno náboženství je tedy nahrazováno druhým (Zd 8,7-13; Lk 22,20). Dodržování starší smlouvy je tradičním znakem judaismu a prvotní židovští následovníci Ježíše například praktikovali obřízku a zachovávali stravovací návyky. Porušování pravidel prvními nežidovskými křesťany se tak stalo základem rozporů, které se objevily několik let po Ježíšově smrti. (Sk 11,3; 15,1; 16,3).
Nový zákon uvádí, že Ježíšův židovský učedník Jidáš Iškariotský (Mk 14,43-46), římský místodržitel Pilát Pontský a jeho vojáci (Jan 19,11; Sk 4,27), židovští vůdci a Jeruzalémští lidé byli různou měrou zodpovědní za Ježíšovu smrt (Sk 13,27). Příčiny židovské diaspory jsou spatřovány v událostech, které mohli sami židé ovlivnit.
Chování Jeruzalémských židovských náboženských autorit k Ježíšovým následovníkům v období po jeho smrti je v Novém zákoně zobrazeno jako nepřátelské až násilné. Štěpán je popraven ukamenováním (Sk 7,58), Pavel z Tarsu před svou konverzí uvězňuje Ježíšovy následníky (Sk 8,3; Gal 1,13-14; 1tm 1,13) a potom, co přijal křesťanskou víru je z příkazu židovských vůdců několikrát zbičován (2k 11,24) a postaven před římský soud (např. Sk 25,6-7). Několikrát je zmiňován i odpor nežidovských křesťanů (2k 11,26; Sk 16,19; 19,23). V Novém zákoně je však i mnoho dalších zmínek o utrpení Ježíšových následovníků. (rim 8,35; 1k 4,11; Gal 3,4; 2te 1,5; Zd 10,32; 1pt 4,16; Zj 20,4).

### Rané křesťanství
Mnoho uznávaných raných církevních prací vyznívá silně antisemitsky. Příkladem mohou být dialogy sv. Justina Martyra (100–165 n. l.), kázání sv. Jana Zlatoústého (347–407) nebo Svědectví proti Židům církevního otce Cypriána (poč. 3. století).

V roce 325 na Prvním nikajském koncilu řekl římský císař Constantinus I. během rozpravy o oslavách Velikonoc: 
„…zdá se hanebným, že bychom při oslavách tohoto nejsvětějšího svátku měli dodržovat zvyky židů, kteří mají ruce bezbožně poskvrněné nesmírným hříchem a jsou tudíž zaslouženě postiženi slepotou duše. (…) Potom nám dovolte nemít nic společného s ohavnou židovskou lůzou, neboť jsme přijali jiné způsoby od našeho spasitele.“
Ve Východořímské říši byl odpor k židům formálně ustaven v roce 438, kdy císař Theodosius II. ve svém zákoníku určil katolictví jako jediné právoplatné náboženství. Zákoník Corpus iuris civilis císaře Justiniána I. o století později připravil židy o mnohá další práva a církevní koncily během šestého a sedmého století dále upevňovaly antižidovská opatření.
Tato opatření však začala už kolem roku 305, kdy ve španělské Andalusii ve městě Elvira, nynější Granadě, objevily první církevním koncilem dané zákony proti židům. Křesťanským ženám bylo zakázáno vdávat se za židy, ledaže by žid nejprve konvertoval ke katolictví. Židům bylo zakázáno poskytovat pohostinství křesťanům. Židé nesměli mít křesťanské konkubíny a bylo jim zakázáno žehnat pole katolíků. Třetí toledský koncil v roce 589 v katolickém Španělsku nařídil násilné křtění dětí narozených z manželství mezi židy a katolíky. Násilné nucení židů k přestupování na křesťanskou víru bylo započato na základě Dvanáctého toledského koncilu v roce 681, kdy tisíce židů uprchly ze země a tisíce byly násilně konvertovány.

### Antisemitismus ve středověku

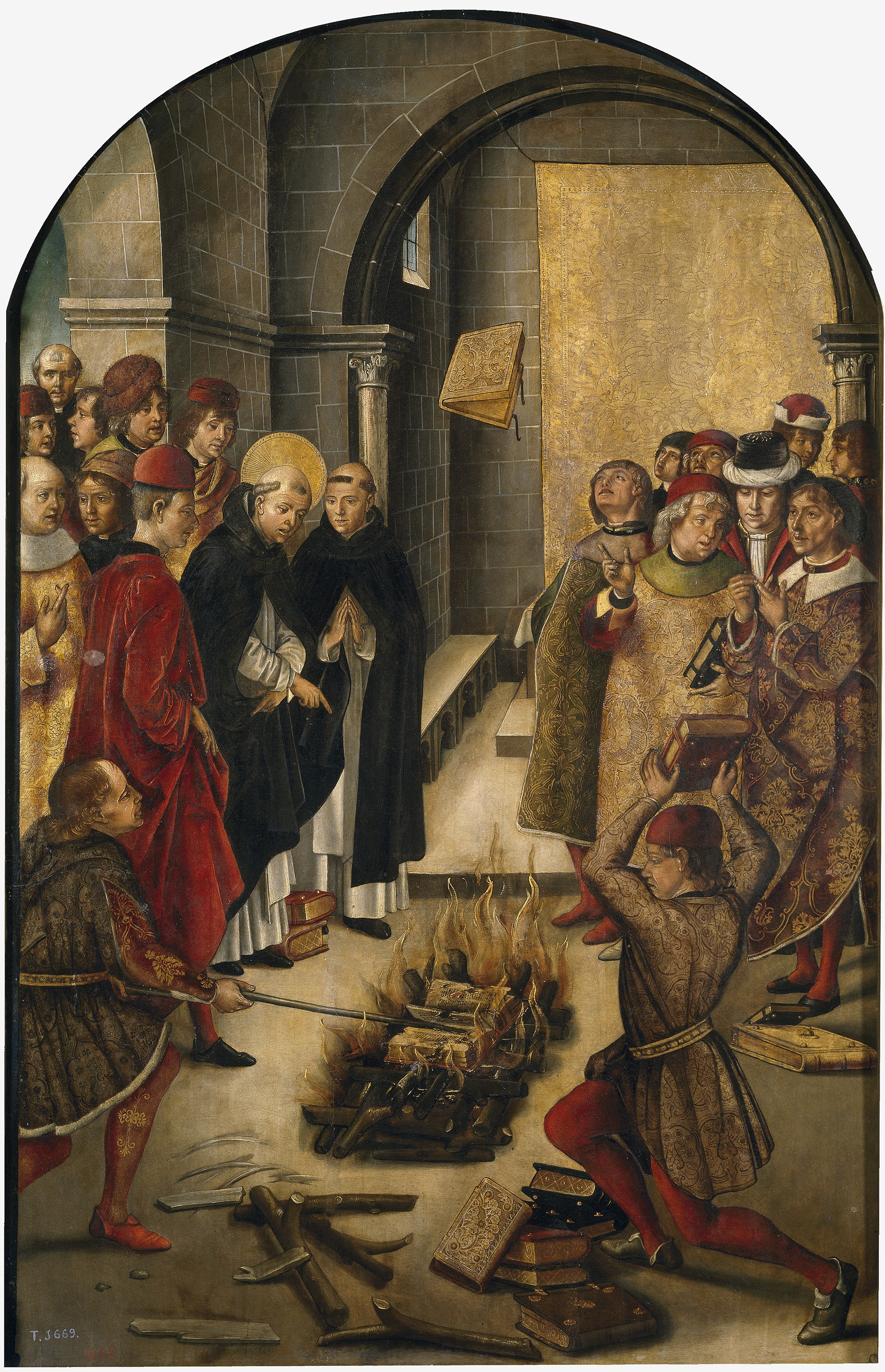
V roce 1239 papež Řehoř IX. během disputace nařídil vhodit Talmud do ohně (všimněte si jiné, avšak pravověrné knihy vznášející se nad plameny). Obraz namaloval v 15. století Pedro Berruguete.

#### Obviňování z bohovraždy
Pronásledování židů ve středověké Evropě mělo hlavně náboženské důvody. Mnozí křesťané včetně duchovních považovali židy kolektivně vinné smrtí Ježíše Krista, ačkoliv to nepatří ke katolickému dogmatu. Formálně židy z bohovraždy poprvé obvinil biskup Melito ze Sard v druhé polovině druhého století. Průvodce moderními pašijovými hrami vydaný Bostonskou univerzitou k tomu uvádí:
Postupem času křesťané začali přijímat výklad ukřižování, který činil všechny židy jako celek zodpovědnými za zabití Krista. Podle tohoto výkladu spáchali židé přítomní Ježíšově smrti i židovský lid kolektivně a navěky hřích bohovraždy. Po dobu 1 900 let křesťansko-židovské historie vedlo obviňování z bohovraždy k nenávisti, násilí a vraždění židů v Evropě i Americe.
Katolická církev v čele s papežem Pavlem VI. odmítla všeobecné obviňování židů až v roce 1965, kdy jako jeden z výsledků Druhého vatikánského koncilu uveřejnila deklaraci Nostra aetate.

#### Černá smrt
Židé se stali obětními beránky v době, kdy Evropu ničily epidemie plicního moru zvaného „černá smrt“, které vyhladily polovinu populace. Kolovaly pověsti, že nemoc zavinili úmyslně tím, že otrávili studny. Stovky židovských obcí zvláště na Pyrenejském poloostrově a v německých zemích byly násilně zničeny. Například v dubnu 1348 ve městě Toulon ve francouzském Provence bylo upáleno 40 židů. Nevadilo, že židé také podléhají morové nákaze. Byli mučeni, dokud se nepřiznali ke zločinům, které nemohli spáchat. V jednom takovém případě byl muž jménem Agimet přinucen říct, že rabín Peyret z Chambery (poblíž Ženevy) mu rozkázal otrávit studny v Benátkách, Toulouse a dalších místech. Ačkoliv se Papež Klement VI. pokoušel židy chránit tím, že v roce 1348 vydal hned dvě papežské buly, o několik měsíců později 14. února 1349 bylo jako následek Agimetova vynuceného přiznání ve Štrasburku upáleno 900 židů ještě před tím, než mor zasáhl město. Papež násilí odsoudil a prohlásil, že ti kdo obviňují ze šíření moru židy, byli svedeni ďáblem.

#### Démonizování
Přibližně od 12. do 19. století křesťané věřili, že někteří, případně všichni, židé vládnou magickými schopnostmi. Někdy se předpokládalo, že jejich nadpřirozená síla pochází z toho, že se upsali ďáblu.

#### Rituální vraždy

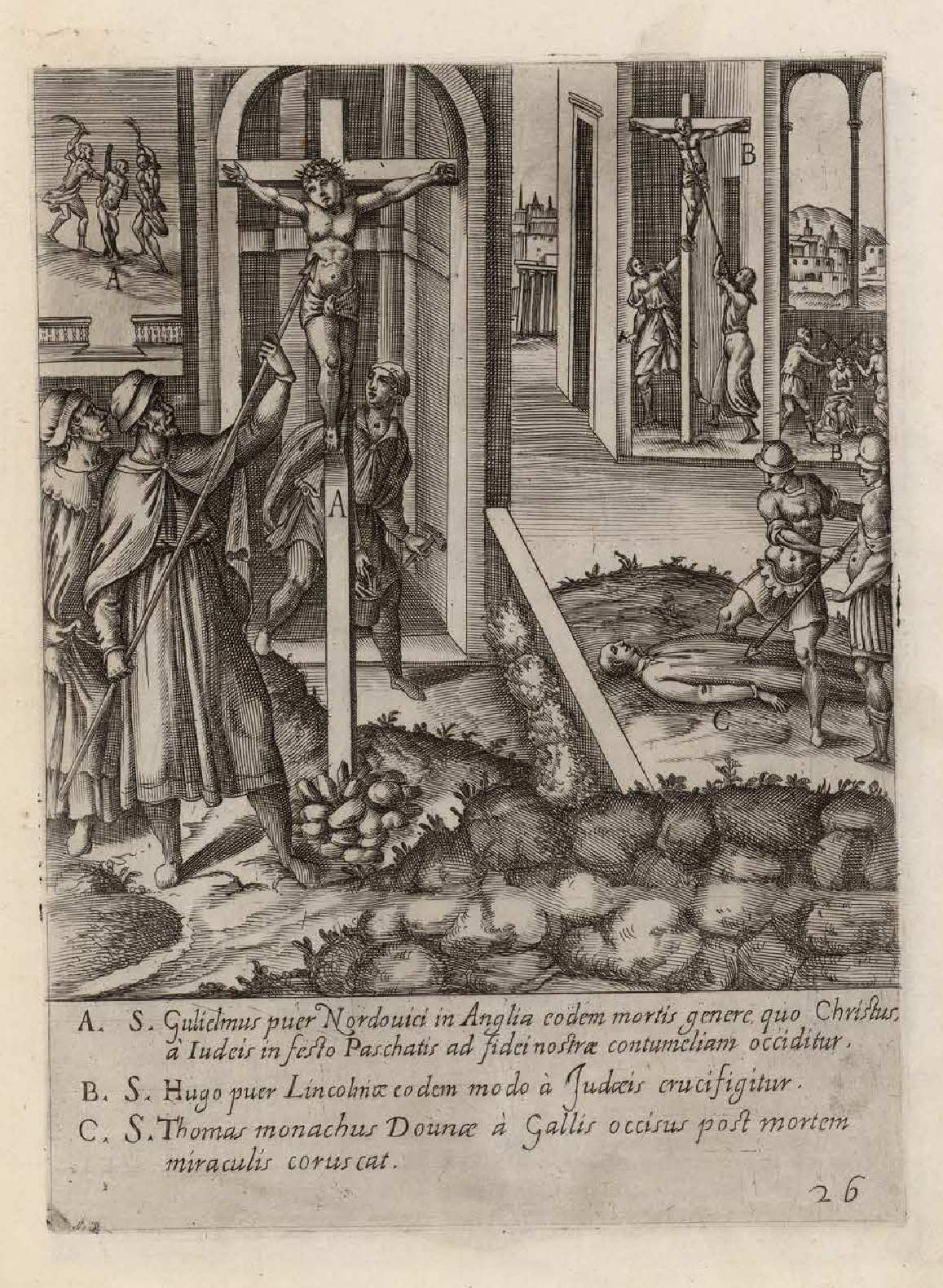
Vilém z Norwiche a Hugo z Lincolnu uctívaní jako dětští mučedníci ukřižovaní Židy

Židé byli často obviňováni z provádění rituálních vražd a používání lidské krve k obřadům i údajného pití krve křesťanských dětí na posměch křesťanské eucharistii. Taková lidská oběť měla údajně probíhat takto: dítě, které ještě nedosáhlo puberty bylo uneseno na tajné místo (v některých podáních přímo do synagogy), kde je židé mučili a vyslýchali před shromážděným davem a falešným soudním tribunálem. Dítě bylo nahé a svázané předvedeno před tribunál, který je případně odsoudil k smrti. Poté bylo korunováno trnovou korunou a přivázáno, či přibito na dřevěný kříž. Kříž byl vztyčen a krev stékající z ran byla zachytávána do misek nebo pohárů. Nakonec bylo dítě zabito kopím, mečem nebo dýkou vraženou do srdce. Mrtvola byla sňata z kříže a ukryta nebo jinak odstraněna, nebo na ní v některých případech byly prováděny rituály černé magie. Tuto metodu s různými obměnami lze najít ve všech křesťanských popisech údajných židovských rituálních vražd.
Prvním známým případem obvinění z rituální vraždy je příběh chlapce Viléma z Norwiche († 1144) popsaný křesťanským mnichem Tomášem z Monmouthu v díle Život a zázraky sv. Viléma z Norwiche (Vita et passio santi Willelmi martyris Norwicensis) z roku 1173, které vzniklo zřejmě na objednávku Norwichského biskupa Williama de Turbeville. Jiný příběh tzv. malého svatého Huga z Lincolnu († 1255) říká, že po smrti bylo chlapcovo tělo sňato z kříže, položeno na stůl a z břišní dutiny mu byly vyjmuty vnitřnosti pro okultní účely, jako je např. věštění. Významná je pověst o Šimonovi z Tridentu († 1475), kde se uvádí, že chlapec byl zavěšen nad velkou mísou, takže mohla být zachycena všechna krev. Šimon byl uznáván za svatého, v roce 1588 svatořečen papežem Sixtem V. a jeho kult rozpustil až v roce 1965 papež Pavel VI. Kaple vystavěná na jeho počest byla rozbořena, jméno bylo odstraněno z kalendáře a další uctívání bylo zakázáno. Přesto malá část extrémistů celý příběh stále považuje za skutečný.
Příklady pronásledování židů kvůli obviňování z údajných rituálních vražd v moderní Evropě jsou Hilsneriáda v Českých zemích (1899), ve 20. století potom soud s Mendelem Bejlisem v Rusku (1913) nebo pogrom v polském městě Kielce (1946). Stále se objevují další případy ve státem vlastněných médiích arabského světa.

#### Znesvěcování hostií

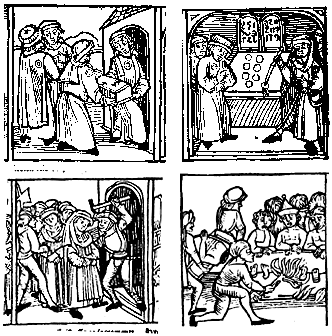
Německý dřevoryt z 15. století, na kterém je zobrazeno „znesvěcování hostií“. Na první desce jsou hostie kradeny, na druhé krvácejí zatímco je žid probodává, na třetí jsou židé zatýkáni a vězněni, na čtvrté zaživa upalováni.

Židé jsou falešně obviňováni také z ničení (řezání, probodávání) posvěcených (konsekrovaných) hostií, čímž mělo docházet k opakování ukřižování, protože katolická doktrína uvádí, že při mši se hostie mění v tělo Ježíše Krista.

### Znevýhodňování a omezování
Ve středověku byli židé cílem množství zákonných omezení, z nichž některá přetrvala až do konce 19. století.
Byli vyloučeni z mnoha druhů obchodu a povolání. Úřady, místní vládci a církevní představitelé se je snažili zatlačit do nižšího sociálního postavení, takže jim byly povoleny jen činnosti spojené s vybíráním místních daní a poplatků a půjčováním peněz, což bylo v té době vnímáno jako „nutné zlo“ spojené s nárůstem populace a urbanizací vrcholného středověku. Podle tehdejší katolické doktríny bylo půjčování peněz za úrok vnímáno jako hřích, takže se jevilo jako přirozené, že židé mají sklon právě k ovládání tohoto druhu obchodu. Tím se zavdala příčina k označování židů za arogantní, lačnící po penězích, lichváře a přispívalo to k celkovému negativnímu obrazu. Přirozené napětí mezi věřiteli (většinou židy) a dlužníky (většinou křesťany) ještě prohloubilo sociální, politické, náboženské a ekonomické rozpory. Prostí lidé, kteří byli nuceni odvádět daně do rukou židů, na ně pohlíželi jako na ty, kdo jim berou jejich výdělky, přičemž ale zůstávali loajální vůči lenním pánům, pro které židé ve skutečnosti pracovali. Dále býval povolen ještě drobný podomní obchod. Seznam zakázaných povolání se v různých obcích lišil a byl určen převážně politickými zájmy různých nežidovských konkurenčních skupin, tzn. ti, kdo se zabývali určitou činností se snažili využít společenského antisemitismu a vyloučit ze své konkurence židy.
Jednotlivým židům i celým židovským rodinám bylo často dovoleno bydlet jen na určitých místech. Byli soustřeďováni v ghettech a nesměli vlastnit pozemky. Pokud chtěli vstoupit do jiného než vlastního města, či oblasti, museli platit diskriminační poplatky. Byli nuceni skládat zvláštní židovské přísahy (More Judaico) a podstupovat různé jiné zkoušky.

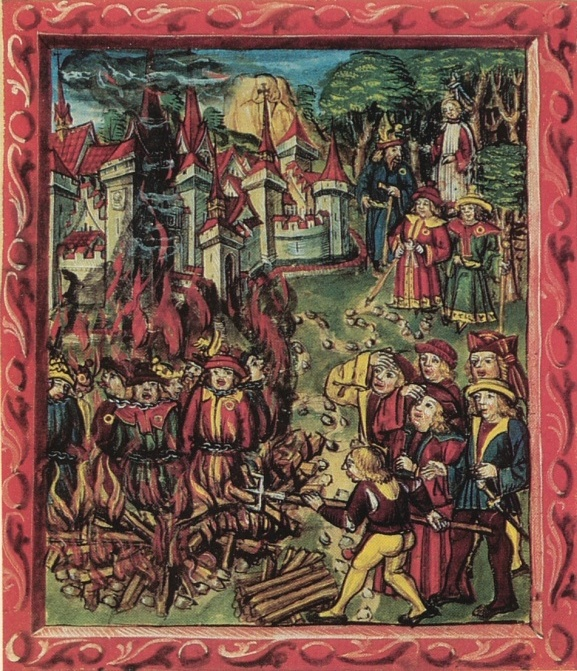
Židé označení žlutými kruhy jsou upalováni na hranici. (Ilustrace ze středověkého rukopisu uveřejněná v knize Dědictví: Civilizace a židé od Abby Ebana.)

#### Oblékání
První požadavek na to, aby židé byli snadno odlišitelní podle oblečení vzešel ze Čtvrtého lateránského koncilu katolické církve, který se konal v roce 1215. Mělo se jednat o barevnou, většinou žlutou, část oděvu ve tvaru hvězdy, kruhu nebo čtverce, zvláštní žlutý klobouk (Judenhut) nebo hábit. Ve středověku bylo nošení různých označení k vyjádření sociálního postavení celkem obvyklé. Některá označení (např. cechovní) byla prestižní, jiná nosili vyvrženci společnosti, jako např. malomocní, napravení kacíři a prostitutky. Židé se nucenému potupnému označování pokoušeli vyhnout tím, že vládci (králi) platili za udělení zvláštních „výjimek“. Tyto výjimky potom byly různě rušeny a bylo požadováno nové zaplacení podle toho, kdy král potřeboval zvýšit svoje příjmy.

### Křížové výpravy
Křížové výpravy byla papežem podporovaná vojenská tažení, která se objevila během 11. až 13. století. Zpočátku šlo o znovuzískání Jeruzaléma, ale později se jednalo spíše o územní války.
První tři výpravy byly doprovázeny houfy městské i venkovské chudiny, které cestou napadaly židovské komunity v Německu, Francii a Anglii a mnoho židů pobily. Chudinská armáda vyvraždila celé obce např. v Tréves, Speyeru, Worms, Mohuči, Kolíně nad Rýnem, k násilnostem došlo i v Praze. Uvádí se, že mezi květnem a červencem 1096 zahynulo ve městech v Porýní přibližně 12 000 židů.
Před křížovými výpravami měli židé v obchodě s východním zbožím prakticky monopolní postavení, ale těsnější spojení mezi Evropou a Východem zapříčiněné křížovými výpravami znamenalo vznik silné skupiny křesťanských kupců a objevila se mnohá opatření, která židovský obchod omezovala.
Náboženský zápal vyvolaný křížovými výpravami byl v té době namířen jak proti muslimům, tak proti židům. Biskupové během první kruciáty a papež během druhé se pokoušeli násilí proti židům zastavit, ale nepříliš úspěšně. Pro evropské židy znamenaly křížové výpravy ekonomickou i sociální katastrofu. Připravily cestu pro protižidovské zákony papeže Inocence III. a znamenaly přelom ve středověké židovské historii.

### Vyhánění a omezování populace
Tato část obsahuje jen několik příkladů vyhánění židů z evropských zemí.
Vyhánění židů bylo doprovázeno zabavováním jejich majetku, a stále novým a novým vyžadováním výkupného, což bylo ve 12. až 14. století používáno k obohacení francouzské koruny. Nejvýznamnější byla tato vyhnání: v roce 1182 z Paříže provedené Filipem II. Augustem, dále z celé Francie vypověděl židy v roce 1254 Ludvík IX., v roce 1322 Karel IV. Sličný, v roce 1359 Karel V. a v roce 1394 Karel VI.
Anglický král Eduard I. předepsal zvláštní daň židům, kteří půjčovali peníze, aby mohl financovat svou válku s cílem dobýt Wales. Když už židé nedokázali platit, byli obviněni z neloajality. Ačkoliv už pro ně platila jiná omezení, bylo navíc zrušeno jejich „právo“ půjčovat peníze, zamezen volný pohyb a další činnosti a byli donuceni nosit židovská žlutá označení. Starší židovských domů byli uvězněni, 300 osob odvlečeno do Londýnského Toweru a popraveno, další byli zabiti ve svých domech. Celkové vykázání všech židů ze země v roce 1290 vedlo ke stovkám zabitých a utopených na útěku a úplné nepřítomnosti židů v Anglii po tři a půl století až do roku 1655, kdy Oliver Cromwell židy naopak vyzýval k návratu, aby pomohli při zlepšení ekonomické situace země.
Ve Španělsku v roce 1492 katolická Veličenstva Ferdinand II. Aragonský a Isabela Kastilská vydala Všeobecný edikt o vyhnání židů a mnoho sefardských židů uprchlo do Nizozemí, Francie, Itálie, severní Afriky nebo Osmanské říše.
Pruský král Fridrich II. v roce 1744 omezil počet tzv. „chráněných“ židovských rodin ve Vratislavi na deset a vyzýval další pruská města k zavedení podobného opatření. V roce 1750 vydal dokument Revidované všeobecné židovské privilegium a reglement (Revidiertes General Privilegium und Reglement vor die Judenschaft), který pro tzv. „chráněné židy“ znamenal, že se buď neožení, nebo musí opustit Berlín. Ve stejném roce rakouská arcivévodkyně Marie Terezie nařídila židům opustit Čechy. Brzy však změnila názor pod podmínkou, že židé budou platit každých deset let zvláštní poplatek známý jako malke-geld (královniny peníze). V roce 1752 pak vydala zákon, který umožňoval židovským rodinám mít pouze jediného syna. V roce 1782 Josef II. ve svém Tolerančním patentu (Toleranzpatent) většinu persekučních opatření zrušil, ale s tím, že jazyk jidiš i hebrejština zmizí z veřejných listin a bude zrušena soudní samospráva.

### Antijudaismus a reformace

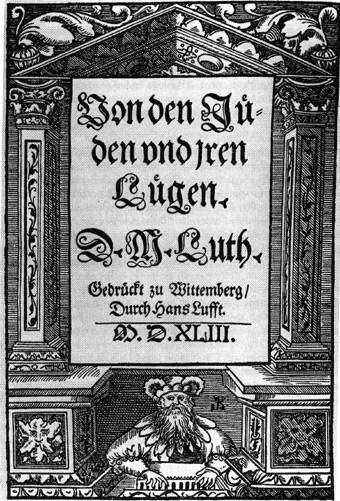
Lutherův pamflet O židech a jejich lžích z roku 1543.

Augustiniánský mnich a ekleziologický reformátor Martin Luther, jehož učení se stalo základem protestantské reformace proti židům vystoupil v knize O židech a jejich lžích (Von den Juden und ihren Lügen). Židy popisuje pomocí neobyčejně nevybíravých výrazů, podrobuje je zničující kritice a dává podrobná doporučení k provádění pogromů a nepřetržitému útlaku, či jejich vyhánění. Kniha je považována za první dílo moderního antisemitismu a velký posun na cestě k holocaustu. I když Luther ve svém posledním kázání nedlouho před smrtí řekl: „Chceme s nimi jednat s křesťanskou láskou a modlit se za ně, aby změnili víru a mohli se vrátit k Bohu“, je za svoje předchozí hrubé výroky na adresu židů většinou pokládán za dalšího pokračovatele středověkého křesťanského antisemitismu.

### Antisemitismus v katolictví 19. a 20. století
V katolické církvi v průběhu celého 19. a začátku 20. století stále přetrvávaly silně antisemitské prvky, přestože přibývaly pokusy oddělit antijudaismus jako odpor k židovskému náboženství od rasového antisemitismu. Papež Pius VII. (1800–1823) dal znovu postavit zdi židovského ghetta v Římě předtím zrušené Napoleonem a židům byl zakázán pobyt mimo něj až do konce papežství Pia IX. (1846–1878), který byl posledním papežem vládnoucím Římu. Kromě toho oficiální organizace jako např. Jezuité až do roku 1946 nepřijímaly kandidáty „kteří pocházeli z židovské rasy, ledaže jejich otec, děd a praděd prokazatelně patřili ke katolické církvi“.
David Kertzer, historik americké Brownovy univerzity ve své knize Papežové proti židům (2001), při jejímž psaní vycházel z vatikánských archivů, uvádí, že v 19. a 20. století římskokatolická církev přísně rozlišovala mezi „dobrým antisemitismem“ a „špatným antisemitismem“. „Špatný“ znamenal nenávist k židům pro jejich původ, což se považovalo za nekřesťanské, protože křesťanská myšlenka je určena celému lidstvu bez výjimky a kdokoliv se může stát křesťanem. „Dobrý antisemitismus“ poukazoval na údajná židovská spiknutí směřující k ovládnutí tisku, bank a jiných institucí za účelem hromadění majetku, atd. Mnozí katoličtí biskupové na základě těchto zásad napsali práce kritizující židy a v případě, že byli obviněni z šíření nenávisti, poukazovali na ty, kteří se dopouštěli „špatného antisemitismu“. Kertzerova práce však není všeobecně přijata. Např. David G. Dalin, rabín a historik zabývající se vztahy mezi křesťany a židy, v americkém konzervativním časopisu The Weekly Standard kritizuje Kertzera za to, že používá jen vybrané důkazy.
Kroky k usmíření židů a křesťanů podnikl až Druhý vatikánský koncil svým prohlášením Nostra aetate a oceňovaná je i snaha papeže Jana Pavla II.

### Pašijové hry
Pašijové hry (pasio je latinsky „umučení“) jsou divadelní hry o odsouzení a umučení Ježíše Krista, které se hrály v průběhu půstu (o Velikonocích) k připomenutí Ježíšovy smrti. V souladu s Novým zákonem (Mt 27) obviňují z Ježíšovy smrti židy, když popisují židovský zástup požadující Ježíšovo ukřižování a beroucí na sebe vinu za Ježíšovu vraždu. Ačkoliv současní vědci interpretují známé prohlášení „krev na naše děti“ jako „určité skupinové přijetí odpovědnosti“, v historii se často vysvětlovalo jako „přijetí věčné viny vztahující se na celou rasu“. Pašiové hry pravidelně každoročně přinášely obraz židů jako viníků Ježíšovy smrti, což se stávalo další příčinou násilí.

## Antisemitismus v muslimském světě
Islámská svatá kniha Korán obviňuje židy z pokřivení hebrejské bible. Muslimové hovoří o židech a křesťanech jako o lidu knihy a islámské právo vyžaduje, aby se s nimi na území pod muslimskou vládou zacházeno jako s dhimmí, tj. s chráněnci, trpěnými a neplnoprávnými. Dhimmí byla poskytována ochrana života (včetně ochrany před jinými muslimskými státy), právo na bydlení ve vyhrazených oblastech, na konání pobožností, práci nebo obchodování, byli zproštěni povinné vojenské služby a muslimských náboženských povinností a osobních práv. Platili zvláštní daně, např. poplatek Jizya a pozemkové daně podle toho, jak jim bylo určeno muslimskými úřady. Současně pro ně platila mnohá omezení týkající se vztahu k muslimům a islámu (např. muslimští muži se mohli ženit s židovskými ženami a vlastnit židovské otroky, ale ne naopak), ke koránu a Mohamedovi (znesvěcení písma nebo hanobení proroka), a obracení na jinou víru. V některých obdobích byli židé dále omezováni také v oblékání, jízdě na koni nebo velbloudu, nošení zbraní, zastávání veřejných úřadů, stavbě nebo opravách náboženských staveb, vyjadřování smutku, nošení bot mimo židovské ghetto, atd. K označení islámského postoje k ne-muslimům se používá moderní slovo Dhimmitude, které pochází z pera historičky a spisovatelky Bat Ye'or.
V roce 1066 byla zmasakrována židovská komunita ve španělské Granadě, která byla tehdy součástí arabské Al-Andalus. Ve 12. století se vlády ve Španělsku zmocňuje fanatická berberská sekta Almohadů z Maroka, španělští židé mají na výběr konvertovat, odejít do exilu nebo zemřít.

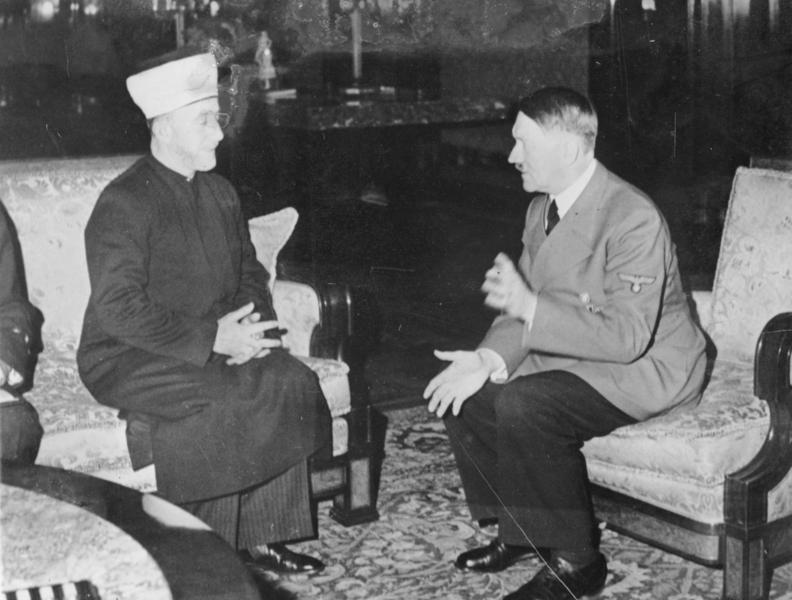
Jeruzalémský muftí Amín al-Husajní při setkání s Adolfem Hitlerem v Berlíně v listopadu 1941

Tradiční islámská judeofobie v muslimském světě nakonec splynula s moderním evropským antisemitismem. K vzestupu nepřátelství a násilí došlo ve dvacátém století, kdy se z Evropy rozšířily antisemitské motivy a obviňování z rituálních vražd a přispěl i odpor vůči sionistickým snahám o samostatný stát v Britském mandátu Palestina. Kromě toho, že antisemitismus byl vystupňován vleklým arabsko-izraelským konflikterm, se před založením Izraele objevoval stále větší počet pogromů, včetně těch nacistických v Alžírsku ve třicátých letech dvacátého století a dále masové útoky na židy v Iráku a Libyi ve čtyřicátých letech (vizte Farhud).
Nenávist vůči židům v arabském světě je připisována souhrnu faktorů, mezi které patří: pád Osmanské říše a tradiční islámské společnosti, vláda západních kolonialistů, kdy židé dosáhli neporovnatelně většího významu v obchodě, řemeslech i správě země, vzestup arabského nacionalismu, jehož zastánci poukazovali na blahobyt a postavení místních židů v systému vlády, odpor k židovskému nacionalismu a sionistickému hnutí a ochota nepopulárních režimů učinit z místních židů obětní beránky politiky.
Antisionistická propaganda na Středním východě za účelem démonizace Izraele a jeho vedoucích představitelů často přejímá terminologii a symboly holocaustu. Zároveň se v mnoha středovýchodních zemích stále více objevuje veřejně přijímané popírání holocaustu nebo podceňování jeho dopadů. V oblasti s omezenou intelektuální a mediální kontrolou se dostává pozornosti arabským a tureckým verzím Hitlerovy knihy Mein Kampf a Protokolům sionských mudrců. Na motivy Protokolů se v Libanonu a Íránu natáčejí i televizní seriály, ve kterých např. židovští rabíni podřezávají křesťanské děti.[zdroj?]

### Pogromy v muslimském světě
- V letech 624–628 židovský kmen v Hidžázu vyhlazen Mohamedem.
- V roce 1165 mají židé v arabské Andalusii od vládnoucí islámské sekty Almohadů na výběr smrt nebo konverzi k islámu, většina židů uprchla do křesťanské části Španělska.
- V roce 1033 povražděno 6000 židů v marockém Fezu.
- V roce 1146 údajně povražděno přes 100.000 židů ve Fezu a Marakéši (počet zavražděných uváděný Šelomem ben Abú Zikríh Kohenem ze Sidžilmásy je mnohonásobně nadhodnocen, svědčí však o obrovském rozsahu tragédie).
- V roce 1066 povražděny tisíce židů ve španělské Granadě.
- V roce 1107 almorávidský vládce v Maroku nařídil všem křesťanům a židům konvertovat k islámu nebo opustit zemi, mnoho židů dále praktikovalo náboženství tajně, stejné nařízení vydal v roce 1148 almohádský vládce.
- Znovu došlo k pogromu v Marakéši roku 1232.
- Ve 13. století museli židé opustit Tunisko, a jejich majetek byl zabaven.
- V roce 1268 egyptský sultán Bajbars dobyl křižáckou Antiochii, veškeré křesťanské a židovské obyvatelstvo povražděno nebo zotročeno.
- V roce 1291 egyptší Mamlúci dobývají křižácký Akkon, přes 40.000 křesťanů a židů povražděno a zotročeno.
- V roce 1333 pogrom proti židům v Bagdádu.
- V roce 1401 nechal středoasijský dobyvatel Tamerlán po dobytí syrského Aleppa vyplenit židovské a křesťanské čtvrti, a jejich obyvatelstvo nechal vyvraždit.
- V roce 1465 povraždění tisíců židů ve Fezu, podle muslimskýho kronikáře pogrom přežilo pouze 11 židů.
- V letech 1516–17 násilné pogromy v Egyptě, židé vražděni a znásilňováni davem, jejich domy a obchody pleněny.
- Další krvavý pogrom v Egyptě roku 1834.
- V letech 1622–29 perští židé nuceni konvertovat k islámu.
- V roce 1776 zmasakrovaní židé v irácké Basře.
- V roce 1785 povražděny stovky židů v Libyi.
- V letech 1790–92 zničena většina židovských komunit v Maroku.
- V Alžírsku židé zmasakrováni v letech 1805, 1815 a 1830.
- V roce 1830 zmasakrováni židé v perském Tabrízu.
- V roce 1839 povražděni židé v Mašhadu.
- V roce 1910 židé v Šírázu obviněni z rituální vraždy muslimského děvčete, židovské ghetto zmasakrováno davem.
- V roce 1840 židé v Damašku obviněni z rituální vraždy muslimského dítěte, podniknut proti nim pogrom.
- V roce 1859 zmasakrováni židé v marockém Tetuanu.
- V roce 1907 v Casablance 30 židů zavražděno, 200 židovských žen znásilněno davem.
- V roce 1869 krvavý pogrom na židy v Tunisku.
- V roce 1941 povražděny stovky židů v Bagdádu, vypleněny židovské obchody.
- V roce 1945 povražděno 140 židů v Tripolisu a většina synagog ve městě vypálena.
- V roce 1947 povražděno 70 židů v jemenském Adenu.
- Synagogy ničeny např. v Egyptě a Sýrii (1014, 1293–4, 1301) Iráku (854–859, 1344) Jemenu (1165, 1678, 1724) a Maroku (1275, 1465, 1790–92).

## Rasový antisemitismus
Rasový antisemitismus nahradil nábožensky podloženou nenávist vůči judaismu, nenávistí k židům, jako takovým. Pod vlivem průmyslové revoluce došlo k zrovnoprávnění židů, kteří se rychle usídlovali ve městech a zaznamenali období sociální mobility. Se zmenšující se rolí náboženství ve společenském životě se zmírňoval náboženský antisemitismus, avšak vzrůstal nacionalismus, eugenika a svou roli sehrál i odpor k socio-ekonomickému úspěchu židů. Objevila se nová zhoubnější forma antisemitismu.

### Počátky
Rasový antisemitismus existoval vedle náboženského už od středověku. Novokřesťané, potomci Sefardských židů (ve Španělsku a Portugalsku hanlivě nazývaní Marranos, „prasata“), kteří byli přinuceni konvertovat ke katolictví, byli v neustálém podezření z odpadlictví. Španělská inkvizice se na jejich pronásledování zaměřila od roku 1478, portugalská se přidala v roce 1536.
Věřilo se, že mnozí novokřesťané skrytě praktikují svoje původní náboženství a ve skutečnosti mnozí z nich opravdu byli tajnými židy. Systém a ideologie čistoty krve vylučovala novokřesťany se společnosti bez ohledu na skutečnou míru jejich pokřesťanštění. V Portugalsku byl zákonem daný rozdíl mezi „novými“ a „starými“ křesťany zrušen až v roce 1772 dekretem markýze de Pombal.

### Nacionalismus a antisemitismus
Předchůdcem rasového antisemitismu byl zvláště v Německu romantický nacionalismus. Od poloviny 19. století se postupně vyvíjely různé rasové teorie, v nichž byly obsaženy i národnostní myšlenky, které však ještě nevycházely z rasismu. Na jedné straně čerpaly z výlučné interpretace myšlenek o „lidu“ Johanna Gottfrieda Herdera a od druhé čtvrtiny 19. století se objevovala antisemitská díla a novinové články. Nejznámějším příkladem je esej Richarda Wagnera Židovství v hudbě (Das Judentum in der Musik), která vyšla v roce 1850 a v rozšířeném vydání v roce 1869. Na druhé straně radikální socialisté k nimž patřil Karel Marx identifikovali židy jako oběti a zároveň původce kapitalistického systému – např. v článku K židovské otázce (Zur Judenfrage). Důsledkem tohoto dění a také obecného přijetí zmiňovaných rasových teorií vstoupil antisemitismus během 19. století do pravicové i levicové politiky i slovníků.

### Vzestup rasového antisemitismu
Moderní evropský antisemitismus má původ v pseudovědeckých teoriích 19. století, které označovaly židy za semitskou podskupinu. Semité se podle myšlení mnoha tehdejších Evropanů zcela lišili od Árijců nebo Indoevropanů a nikdy se s nimi nesmísili. Z tohoto pohledu židé nebyli odmítáni pro své náboženství, ale kvůli svým údajným špatným dědičným rasovým vlastnostem, jako např. nenasytnost, zvláštní vlohy pro vydělávání peněz, odpor k tvrdé práci, rodovou soudržnost a vtíravost, či vlezlost, nedostatek sociálního cítění, nešikovnost a hlavně nedostatek patriotismu.
Osvícenecká evropská intelektuálská společnost v té době pokládala náboženské předsudky vůči židům za ponižující příznak nevědomosti. Na základě svých domnělých znalostí genetiky však upadala ze svého pohledu do zcela oprávněných předsudků založených na národnosti nebo „rase“. Význam pojmu „antisemitismus“ se tak posunul a používal se k označení „přijatelné“ předpojatosti vůči židům, nikoliv pro nežádoucí náboženskou nenávist. Souběžně s tím začali někteří němečtí autoři používat pro odlišení židů jako národa pojem „Palestinci“.
Ukázkou pseudovědecké povahy tehdejších názorů je i spor o to, zda židé obecně vypadají podstatně jinak než ostatní obyvatelstvo. K těm docházelo zvláště v zemích jako Německo, Francie a Rakousko, kde židovská populace měla sklon k světštějšímu nebo méně ortodoxnímu životu a na rozdíl od východoevropských židů se neoblékala do oděvů, kterými by se od ostatních lišila (např. jarmulka). Mnoho antropologů té doby (např. Franz Boas) se pokoušelo o celkové fyzické srovnání (měření hlavy, vizuální zkoumání vlasů, barvy očí a pokožky) židovské a nežidovské evropské populace, aby dokázali, že teorie zvláštní „židovské rasy“ je mýtus.
Počátky rasového antisemitismu jsou v mnoha zemích spojeny také se vzrůstajícím národnostním cítěním. V této spojitosti byli židé v zemi, kde sídlili, vnímáni jako oddělená a často i cizí, či vetřelecká národnost, čehož využívali čelní představitelé mnoha vlád.

### Antisemitismus a vládnoucí vrstvy

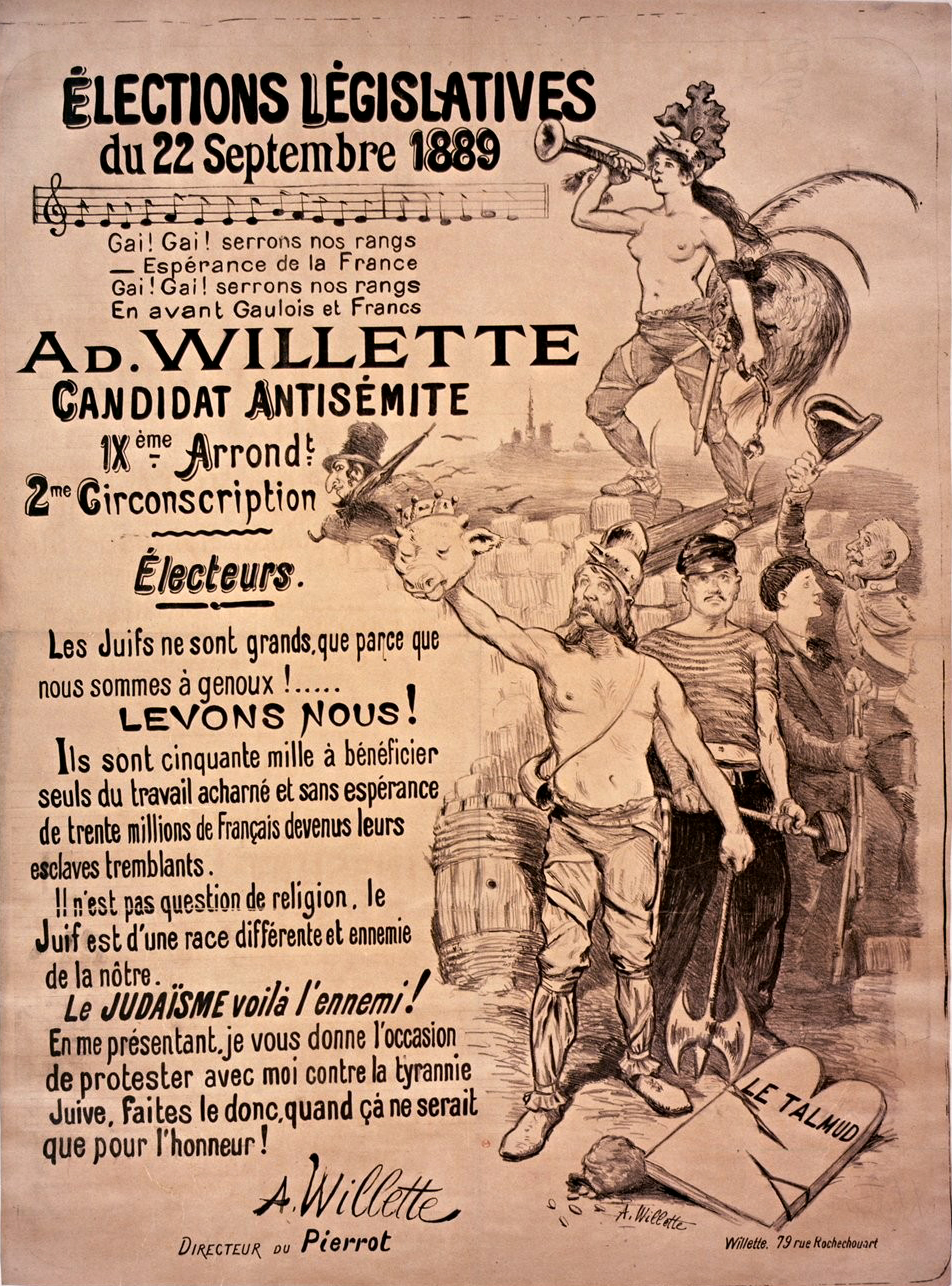
Francouzský volební plakát Adolpha Willetta, který sám sebe popisoval slovy candidat antisémite s textem „Židé jsou jiná, nepřátelská rasa… Judaismus, to je nepřítel!“

Mnozí z analytiků, kteří se zabývají moderním antisemitismem poukazují na to, že jeho podstatou je používání židů jako obětních beránků. Jevy, které s sebou nese moderní doba (např. materialismus, síla peněz, kolísání ekonomiky, válka, sekularismus, socialismus, komunismus, hnutí za rasovou rovnoprávnost, politika veřejného blaha, atd.) jsou někdy vnímány jako nežádoucí a jejich příčiny jsou připisovány machinacím spiklenců, kteří sledují jiný než národní prospěch. Sklon uchylovat se k podobným názorům mají zastánci tradičních hodnot znechucení údajným úpadkem a zkažeností moderního světa. Mezi tyto tradicionalisty bývají zahrnováni mnozí konzervativní příslušníci bohaté vládnoucí vrstvy (WASP) v USA a jim podobné elity v západní Evropě. Po ruské revoluci v roce 1917 někteří antisemité začali prohlašovat, že světový komunismus je dílem židovského spiknutí.
Encyclopaedia Britannica z roku 1911 definuje moderní antisemitismus jako teorii spiknutí sloužící k sebeurčení evropské aristokracie, jejíž společenský vliv se vzestupem měšťanské (buržoazní) společnosti zeslábl. Evropští židé, kteří se v té době poněkud zrovnoprávnili, byli poměrně vzdělaní, měli podnikatelské schopnosti a nebyli zapojení v systému podléhajícím aristokracii, byli pokládáni za příslušníky převažující buržoazní třídy. Aristokracie a její přívrženci, kterým se nepodařilo stát se součástí nového centra společenského vlivu, hledala viníka tohoto stavu, jak je vidět např. v díle rasistického teoretika Arthura de Gobineau (1816 — 1882). Tím způsobem aristokratické předsudky ohledně důležitosti původu, na kterém je legitimita šlechty založena, vedli k volbě židů, jako ztělesnění jejich problémů.

### Dreyfusova aféra

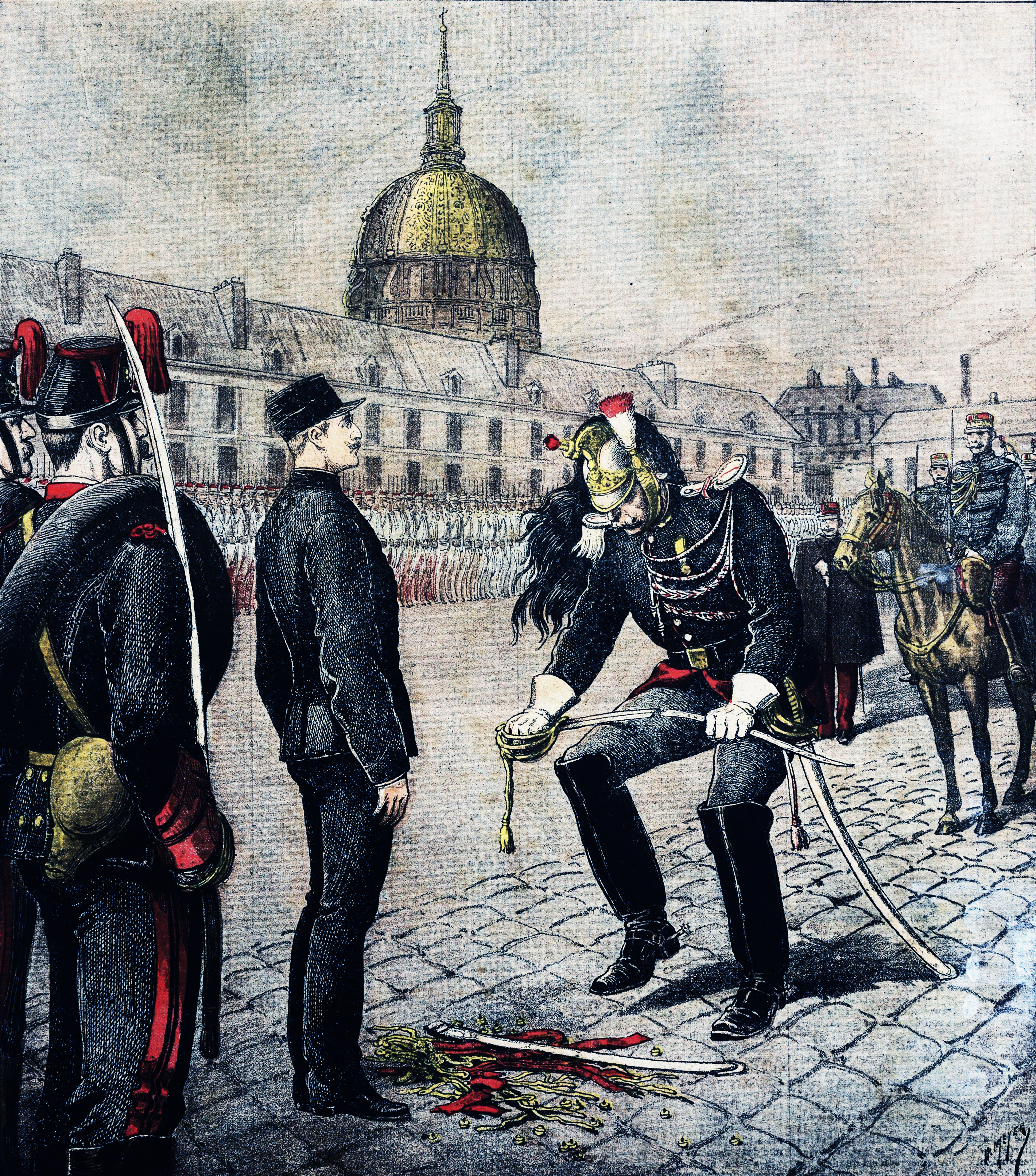
Degradace Alfreda Dreyfuse na dobové ilustraci M. Meyera z roku 1895.

Dreyfusova aféra byl politický skandál, který na konci 19. století po několik let rozděloval Francii. Soustředil se kolem židovského důstojníka francouzské armády Alfreda Dreyfuse, který byl v roce 1894 shledán vinným ze zrady. Dreyfus byl dvakrát soudem shledán vinným, posléze omilostněn a nakonec rehabilitován s tím, že odsouzení mělo být založeno na falešných dokumentech. Ve veřejnou známost celou záležitost uvedl spisovatel Émile Zola v literárních novinách L'Aurore (Úsvit), kde 13. ledna 1898 uveřejnil známý otevřený dopis prezidentovi Francie Félixi Fauremu pod titulkem J'accuse! (Žaluji!).
Francie se v té době rozdělila na Dreyfusardy, kteří Alfreda Dreyfuse podporovali a Antidreyfusardy, kteří stáli proti němu. Celý spor byl velmi vyhrocený, protože se dotýkal mnoha věcí, které v tehdejší rozjitřené politické atmosféře byly kontroverzní. V roce 1899 byl Dreyfus opět shledám vinným, ale byla mu na základě jeho žádosti udělena milost. Plně rehabilitován byl až v roce 1906, kdy se stal ministerským předsedou velký zastánce Dreyfuse Georges Clemenceau.
Mezi reportéry, kteří přinášeli zprávy o soudu a jeho důsledcích, byl i židovský novinář z Rakouska-Uherska Theodor Herzl. Jeho pocit nespravedlnosti soudu a protižidovské vášně probuzené ve Francii i jinde ho podle jeho vyjádření vedli k rozhodnutí stát se zakladatelem a vedoucím činitelem politického sionismu, který pod jeho vedením nabyl mezinárodního významu.
Dreyfusova aféra bývá někdy srovnávána s Hilsneriádou v českých zemích.

### Pogromy

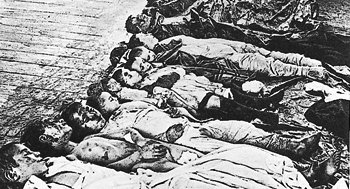
Oběti pogromu, ke kterému došlo v roce 1905 v ukrajinském Dněpropetrovsku, převážně židovské děti.

Pogromy (z ruského „gromiť“, громить ve významu „pustošit, drtit“) byly rasové nepokoje zaměřené proti židům, ke kterým docházelo často s vládní podporou většinou v Rusku a východní Evropě. Pogromy se staly běžným jevem během masové vlny protižidovských bouří, které se přehnaly jižním Ruskem v roce 1881 po tom, co byli židé nespravedlivě obviněni ze zavraždění cara Alexandra II. Bezprostředně po propuknutí pogromů byly ve 166 ruských městech zničeny tisíce židovských domů, celé rodiny byly uvrženy do krajní bídy, docházelo ke znásilňování žen, mnoho mužů, žen i dětí bylo zabito nebo zraněno.
Nový car Alexandr III. z nepokojů obvinil židy a vydal k jejich omezení soubor tvrdých nařízení. Pogromy pokračovaly za mlčenlivé nečinnosti úřadů až do roku 1884. Další, ještě krvavější vlna pogromů, která za sebou nechala přibližně 2 000 mrtvých a mnoho zraněných židů, propukla v letech 1903–1906. Během ruské občanské války (1917–1922) došlo na různých místech Ruska a Ukrajiny k 887 pogromům s počtem židovských obětí mezi 70–250 000. Přibližně 40 % z nich měli na svědomí ozbrojenci bojovníka za Ukrajinskou lidovou republiku Symona Petljury, 25 % Zelená armáda a různé nacionalistické a anarchistické bandy, 17 % bělogvardějci, zvláště oddíly Antona Děnikina a 8,5 % Rudá armáda.
Od počátku do poloviny 20. století docházelo k pogromům také v Polsku, Argentině a v celém Arabském světě. Krajně ničivé pogromy se objevily během druhé světové války, kdy došlo i k rumunskému pogromu v Jasech, kde bylo zabito 14 000 židů a k pogromu v Jedwabném v Polsku s 380–1 600 oběťmi. Poslední zaznamenaný velký pogrom v Evropě byl poválečný pogrom v Kielcích v Polsku, ke kterému došlo v roce 1946.

### Protižidovské zákony

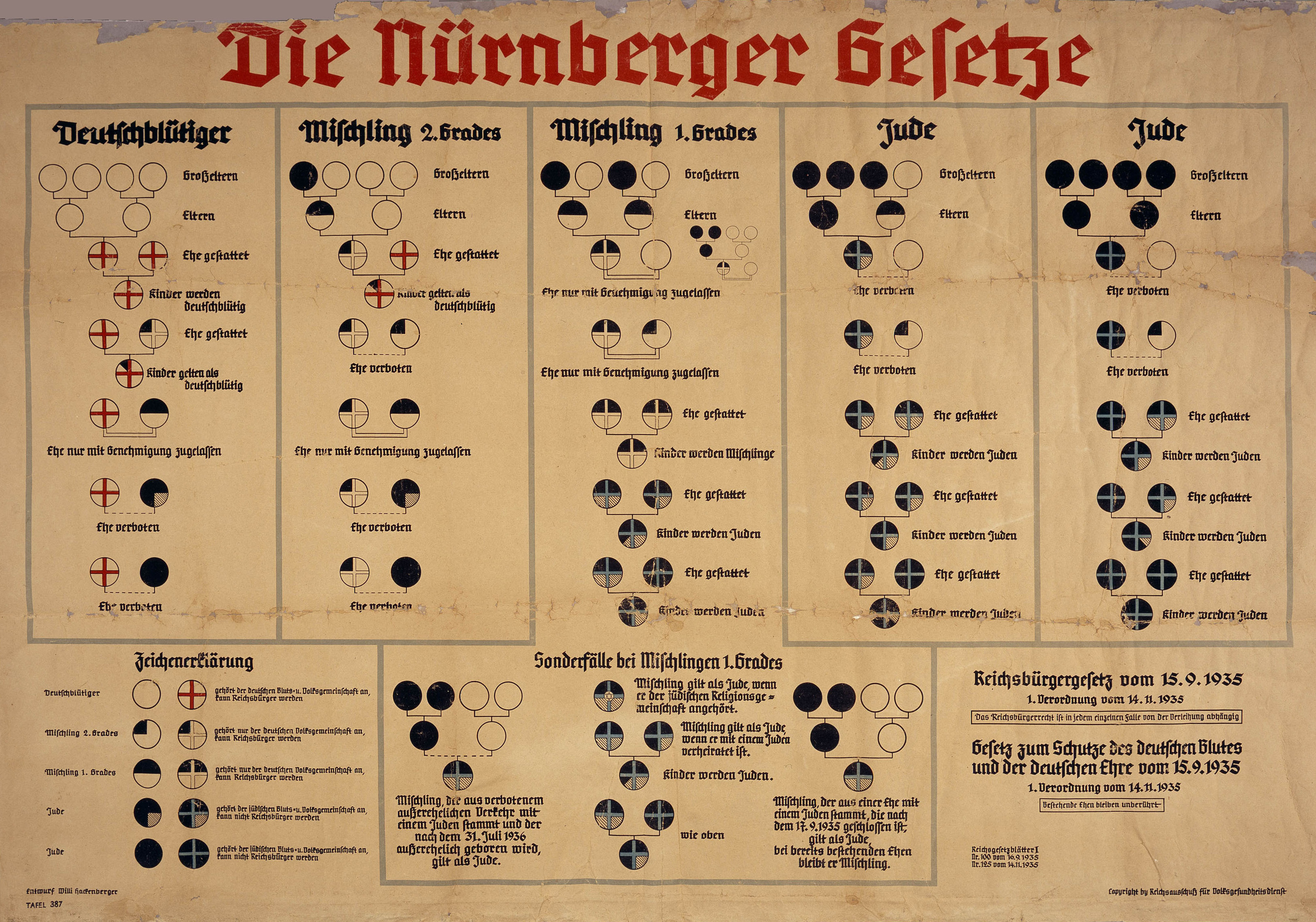
Norimberské zákony z roku 1935, ve kterých nacisté použili k stanovení „rasy“ židovský, či nežidovský původ prarodičů, jak ukazuje dobová vysvětlující tabulka. Lidé se čtyřmi německými prarodiči (bílé kroužky) byli „německé krve“, za Židy byli považováni ti, kteří měli tři nebo čtyři židovské prarodiče (černé kroužky v horní řadě vpravo). Jeden nebo dva židovští prarodiče znamenali „smíšenou krev“.

Oficiální antisemitské zákony byly v 19. století přijaty v různých zemích, zvlášť v carském Rusku a v 30. letech dvacátého století v nacistickém Německu a u jeho spojenců. Byly namířeny proti Židům jako skupině bez ohledu na náboženské vyznání a v některých případech, např. v nacistickém Německu, stačilo mít některého z prarodičů židovského původu.
V roce 1892 na kongresu v Tivoli přijala antisemitismus oficiálně za svůj Německá konzervativní strana (Deutsche Konservative Partei, zkráceně DKP). Stalo se tak na podnět Dr. Klasinga, avšak proti vůli opozice vedené umírněným Wernerem von Blumenthal.
Norimberské zákony v Německu, které vstoupily v platnost v roce 1935, zakazovaly manželství mezi Židy a osobami nežidovského původu, všechny osoby židovského původu zbavily plnohodnotného občanství a vyčlenily je do zvláštní skupiny tzv. „státních příslušníků“ (Staatsangehörige). To znamenalo, že Židé pozbyli základní občanská práva, k nimž patří i právo volební. V roce 1936 byl Židům zakázán výkon všech odborných zaměstnání, což jim účinně zabránilo uplatňovat jakýkoliv vliv na vzdělávání, politiku i průmysl. Od 15. listopadu 1938 židovské děti nesměly navštěvovat běžné školy, ale pouze školy židovské. Od dubna 1939 téměř všechny židovské podniky buď zkrachovaly kvůli finančnímu tlaku a klesajícím ziskům nebo byly pod nátlakem prodány nacistické vládě. Židé byli mnoha způsoby oddělováni od německé populace a docházelo k dalším omezením jejich lidských práv. Podobné zákony existovaly i v Maďarsku, Rumunsku a Rakousku.
I v případě, že antisemitismus nebyl oficiální státní politikou, vlády na začátku 20. století často přijímaly méně nápadná opatření namířená proti židům. Např. ani jeden z 32 států, které se v roce 1938 zúčastnili konference v Evianu, neodsoudil Hitlerovo zacházení s Židy, ani nesvolil k přijímání židovských uprchlíků. Například Angličané vyhlásili roku 1939 přistěhovalecké kvóty, které snižovaly počet židovských přistěhovalců o 75 % a vydali zákon, který Židům zakazoval kupovat pozemky.

### Holokaust a popírání holokaustu
Nejstrašnějším projevem rasového antisemitismu byl holokaust, ke kterému došlo za druhé světové války (1939–1945), kdy bylo cíleně vyvražděno přibližně 6 milionů evropských židů, z toho 1,5 milionu dětí. Židé pro tuto událost upřednostňují označení „šoa“ (hebr. naprostý zánik, zničení) před „holokaust“ (řec. zápalná oběť, celopal), protože toto označení podtrhuje její absurditu a neospravedlnitelnost.
Popírači holocaustu často prohlašují, že značná část holocaustu je vymyšlená a jeho důsledky jsou zveličovány, za což jsou údajně odpovědní sami židé, případně „židovské spiknutí“. Kritici podobného revizionismu poukazují na zdrcující množství fyzických a historických důkazů, které podporují většinový pohled, přičemž neexistují důkazy o nějakém spiknutí.

### Antisemitské konspirační teorie
Jak se rozšiřoval pohled na židy, jako na „zlovolnou rasu“, objevily se i antisemitské konspirační teorie, které židy jako skupinu obviňovaly z ovlivňování běhu světa nebo i z toho, že světu skrytě vládnou. Základem těchto myšlenek se stal neslavně známý literární podvrh s názvem „Protokoly sionských mudrců“ uveřejněný tajnou policií carského Ruska.
Mezi antisemitská klišé, odvozená z odhalených podvrhů jako „Protokoly sionských mudrců“ a tvrzení listu The Dearborn Independent Henry Forda, patří například i představy o údajné židovské kontrole médií.
Nejnovějšími teoriemi jsou prohlášení extrémistických skupin, například neonacistických politických stran a některých islamistických organizací, o tom, že cílem sionismu je světovláda, což je označováno za „Sionistické spiknutí“ a používáno k další podpoře antisemitismu. Podobné názory, které bývají označovány za nový antisemitismus, mají vztah k fašismu a nacismu, ale může se jednat i o názorové proudy v levicových politických stranách.
Syrské vydání Protokolů sionských mudrců z roku 2005, obsahuje také „historickou a moderní výzkumnou studii“, která opakuje antisemitská obviňování, mezi jinými i z rituálních vražd a uvádí, že Tóra a Talmud vyzývají židy „k páchání zrad a spiknutí, vládnutí, aroganci a vykořisťování cizích zemí“.

## Nový antisemitismus
Jako tzv. nový antisemitismus jsou některými autory označovány projevy zaměřené proti Státu Izrael. Při tom přesahují hranici legální, respektive legitimní, kritiky politiky Státu Izrael. Novodobý fenomén tak souvisí s tradičním antisionismem. K rozlišení kritiky od nového antisemitismu lze použít tzv. 3D test: Tam, kde kritika vytváří dvojí standard, démonizuje Izrael či delegitimizuje právo Izraele na svou existenci, má jít o nový antisemitismus. Ten se projevuje současně v krajně levicové politice, islamismu a krajní pravici, čímž se liší od „klasického“ antisemitismu, který je spojen spíše jen s politickou pravicí. Pojem přešel do užívání jako označení vlny antisemitismu narůstající zvlášť v západní Evropě po selhání dohody z Osla z roku 1993, která je částí Izraelsko-palestinského mírového procesu, druhé intifádě v roce 2000, a teroristických útocích z 11. září 2001.
Zastánci konceptu nového antisemitismu uvádějí, že antiamerikanismus, antisionismus, „Third Worldism“ (ideologie, usilující o emancipaci zemí třetího světa) a odpor k politice vlády Izraele nebo k samotné existenci státu Izrael jako židovské vlasti jsou s antisemitismem spojeny, nebo jsou jeho zástěrkou. Jeho kritici naopak argumentují, že v některých případech slouží k umlčení diskusí záměrným ztotožňováním legitimní kritiky Izraele s nežádoucím antisemitismem.

## Antisemitismus ve světě
Antisemitismus a antisemitské útoky se přirozeně vyskytují po celém světě. Tato část článku vybírá z některých dokumentovaných incidentů po světě.

### Evropa

#### Česká republika
Židé žili v českých zemích již od raného středověku. Nejstarší projevy antisemitismu na českému území jsou doloženy ke konci 11. století, a to v Kosmově kronice.
Antisemitismus v České republice je zastoupen především ve své pasivní formě, nicméně míra antisemitismu rok od roku klesá. Česká akademická a politická společnost je židovské populaci pozitivně nakloněna, nicméně nejvíce antisemitských incidentů se odehrávají v českých muslimských a katolických komunitách. Nejvýraznějším antisemitismem na české scéně je antisemitismus levicový – tzn. otevřený odpor vzniku izraelského státu. Tento směr je „dědictvím“ komunistického antisionismu.
Kromě nucené konverze katolickou církví se v minulosti vyskytovaly i otevřené útoky Čechů na židovskou populaci a synagogy. Mezi takové útoky patří například nepokoje na přelomu století blízko Smíchovské synagogy, tehdejším bydlištěm především populace židovské a německé.
V kultuře:
- Podle kabalistické legendy o Golemovi toto mytické stvoření bylo oživeno jako ochrana před antisemity a křesťany.
- Film režiséra Františka Čápa Jan Cimbura (1941) – český film mj. s antisemitskými stereotypy.[58]

#### Polsko
Studie Varšavské univerzity z roku 2016 zjistila, že 37% dotázaných Poláků má negativní postoj k Židům, 56% by si nepřálo mít Žida v rodině a 32% by nechtělo mít Žida za souseda.
Antoni Macierewicz, první místopředseda polské vládnoucí strany PiS a od roku 2015 polský ministr obrany, byl obviňován z antisemitismu a proti jeho jmenování ministrem protestovala americká Anti-Defamation League. V roce 2001 Macierewicz napsal: „Snaží se Židé povykem okolo pogromu v Jedwabném zakrýt svou zodpovědnost za komunismus a sovětskou okupaci?“
Polský premiér Mateusz Morawiecki vyvolal v únoru 2018 pobouření, když prohlásil, že za holokaust nesli odpovědnost i někteří Židé. Podle izraelského politika Ja'ir Lapida je tvrzení polského premiéra „antisemitismem nejstaršího druhu. Pachatelé nejsou oběti. Židovský stát nepřipustí, aby byli vraždění obviňováni ze své vlastní vraždy.“

#### Švédsko
Ve Švédsku se setkalo s útokem nebo zastrašováním 51% Židů. Počet protižidovských útoků roste také ve Francii, Velké Británii nebo Německu. Nejvíce útoků mají na svědomí muslimští extremisté. Podle Tomáše Pojara „V prostředí muslimských přistěhovaleckých komunit je antisemitismus velmi silně rozšířený. Čím jsou tyto komunity početnější, tím se zhoršuje možnost jejich integrace a zároveň narůstá počet projevů antisemitismu.“

### Severní Amerika

#### USA

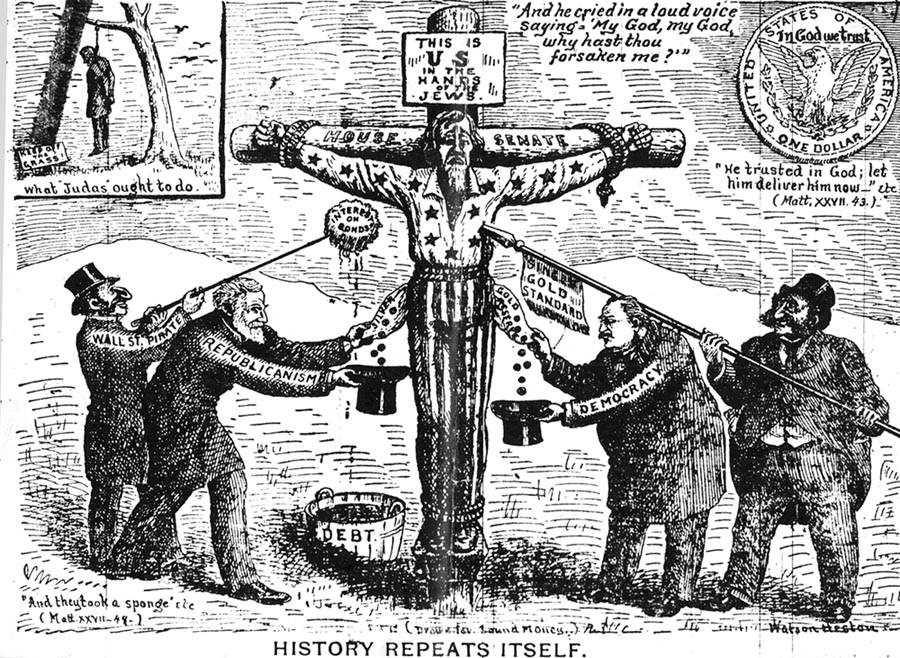
Toto jsou Spojené státy v rukou Židů (This is the U.S. in the Hands of the Jews) – ukřižování Uncle Sama, antisemitská karikatura (1896)

Antisemitismus je závažným problémem v americké společnosti již od doby, kdy se americká společnost formovala. I přesto, že USA je diversní společnost různých národů a jejich „mixů“, antisemitismus si zde našel místo díky nenávisti, strachu a hlavně žárlivosti z Židů. V současnosti v USA žije více než 6 000 000 Židů (což je 1/2 všech žijících Židů na celém světě) a i přesto, že hate crime je ústavou Spojených států amerických hodnocen jako postižitelný trestný čin, některé nadnárodní neziskové organizace, především Anti-Defamation League, dbá a varuje na případné antisemitské konflikty.
Antisemitské útoky obvykle bývají plánovány neo-nacistickými skupinami jako Liberty Lobby, Ku-klux-klan, White Aryan Resistance, American Nazi Party, xenofobní odnož skinheadů, ale také radikálními islamistickými frakcemi.
V roce 2024 zveřejnily Telavivská univerzita a Liga proti hanobení studii, podle níž je vzestup antisemitismu ve Spojených státech amerických i dalších zemích západního světa nejvyšší od dob druhé světové války. Podle studie vyvolala vlnu antisemitismu hlavně izraelská odveta na teroristický útok hnutí Hamás v říjnu 2023.
Mezi skupiny mající antisemitské názory nejvíce patří Afroameričané (36 %), Hispánci narození v Mexiku (35 %) a nejméně běloši (9 %).
V kultuře:
- Film Eliy Kazana, Gentleman's Agreement (1947) – americký film o gójovi, vydávajícím se za Žida, aby odhalil jak hluboce je antisemitismus zakořeněn v newyorské společnosti,
- Night of the Living Jews (2007) – americký satirický film obsahující odkazy na rituální vraždy, stereotypy, atd.

### Asie

#### Japonsko
Japonsko původně nemělo židovskou populaci, pročež neexistovaly hanlivé názory o nich, avšak s příchodem nacistických idejí do Japonského císařství a především importu Protokolů sionských mudrců z Mandžuska se vyvinula japonská forma antisemitismu. Antisemitismus se v Japonsku často mísil s filosemitismem, což rovněž mělo za následek kulturní, literární a akademický rozmach názorů o Japoncích, jakožto potomcích Židů, ale zároveň názory o Židech, kteří (ekonomicky) ovládají celý svět. Podle veřejného průzkumu z roku 1988, 8% všech Japonců četlo bestsellery s antisemitskou tematikou.
V kultuře:
- Angel Cop (エンゼルコップ) – cyberpunkové anime s antisemitskou zápletkou, kdy Židé chtějí sabotovat ekonomiku Japonska a také plánují udělat z Japonska radioaktivní žumpu
- Teorie společného původu Japonců a Židů

## Galerie

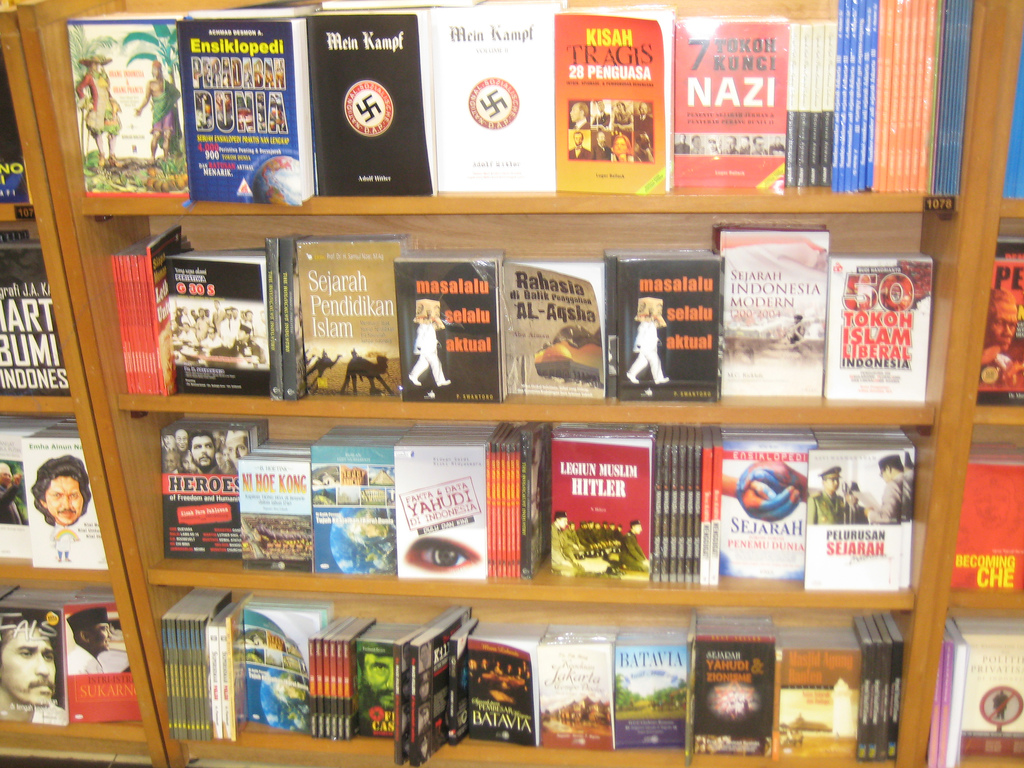
Mein Kampf v běžném prodeji v Indonésii.
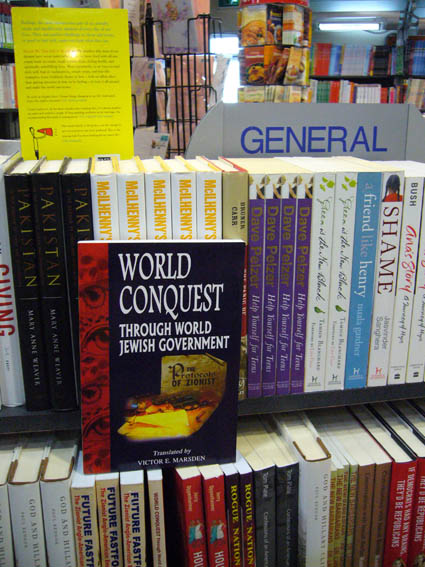
Protokoly sionských mudrců v běžném prodeji v Malajsii
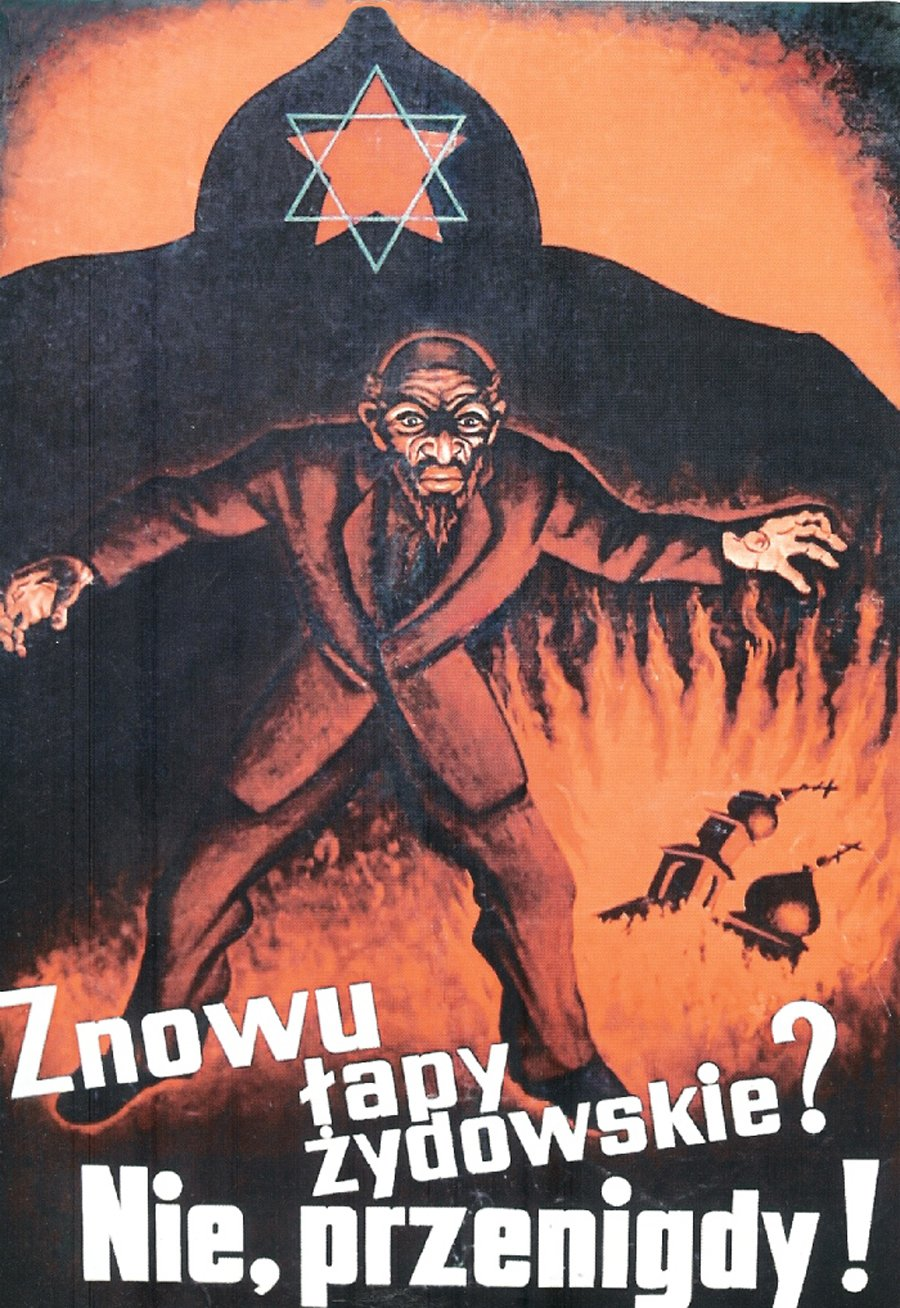
Propagandistický, antisemitský plakát, tisknutý v Polsku v době 1919–1921. Nápis říká: „Znovu židovské nohy? Ne, nikdy!“
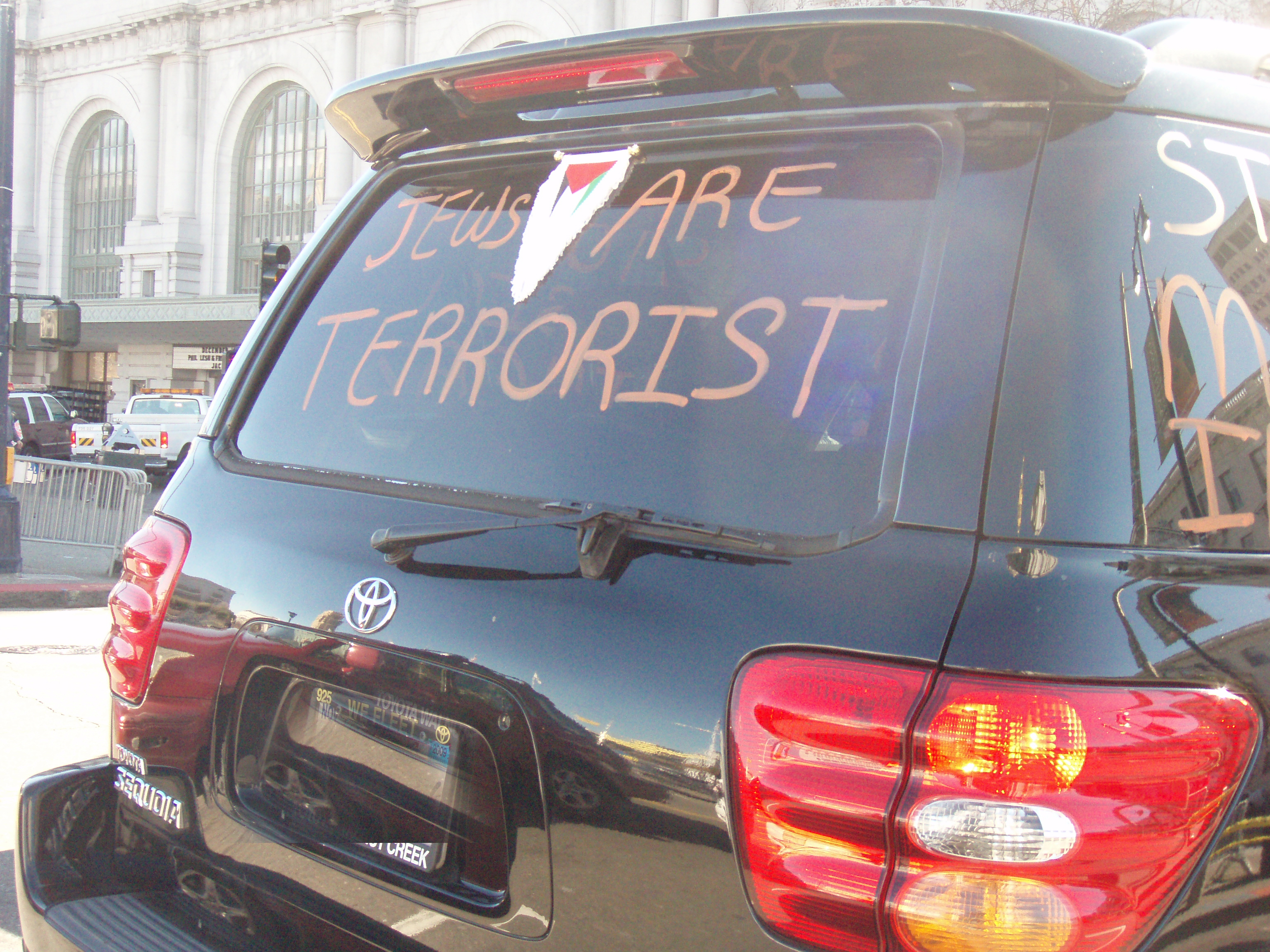
Nápis Jews are terrorist („Židé jsou terorista“) (sic!) na autě v době protestů proti izraelskému bombardování pásma Gazy (San Francisco, leden 2009).
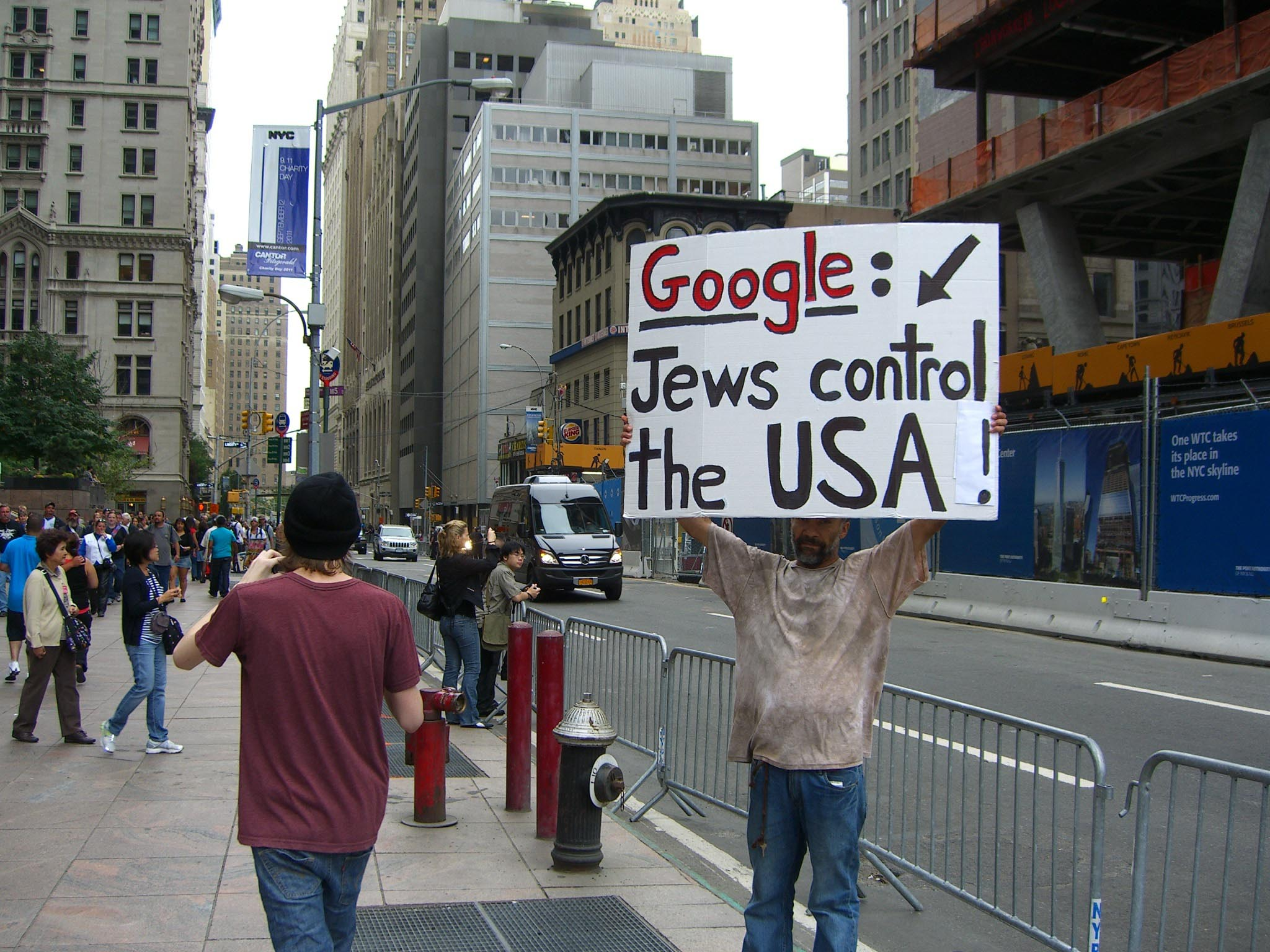
10. výročí útoku Al-Káidy na WTC připomenuto antisemitským protestem.
Plakát American Nazi Party.
Symbol antisemitismu – přeškrtlá Davidova hvězda.
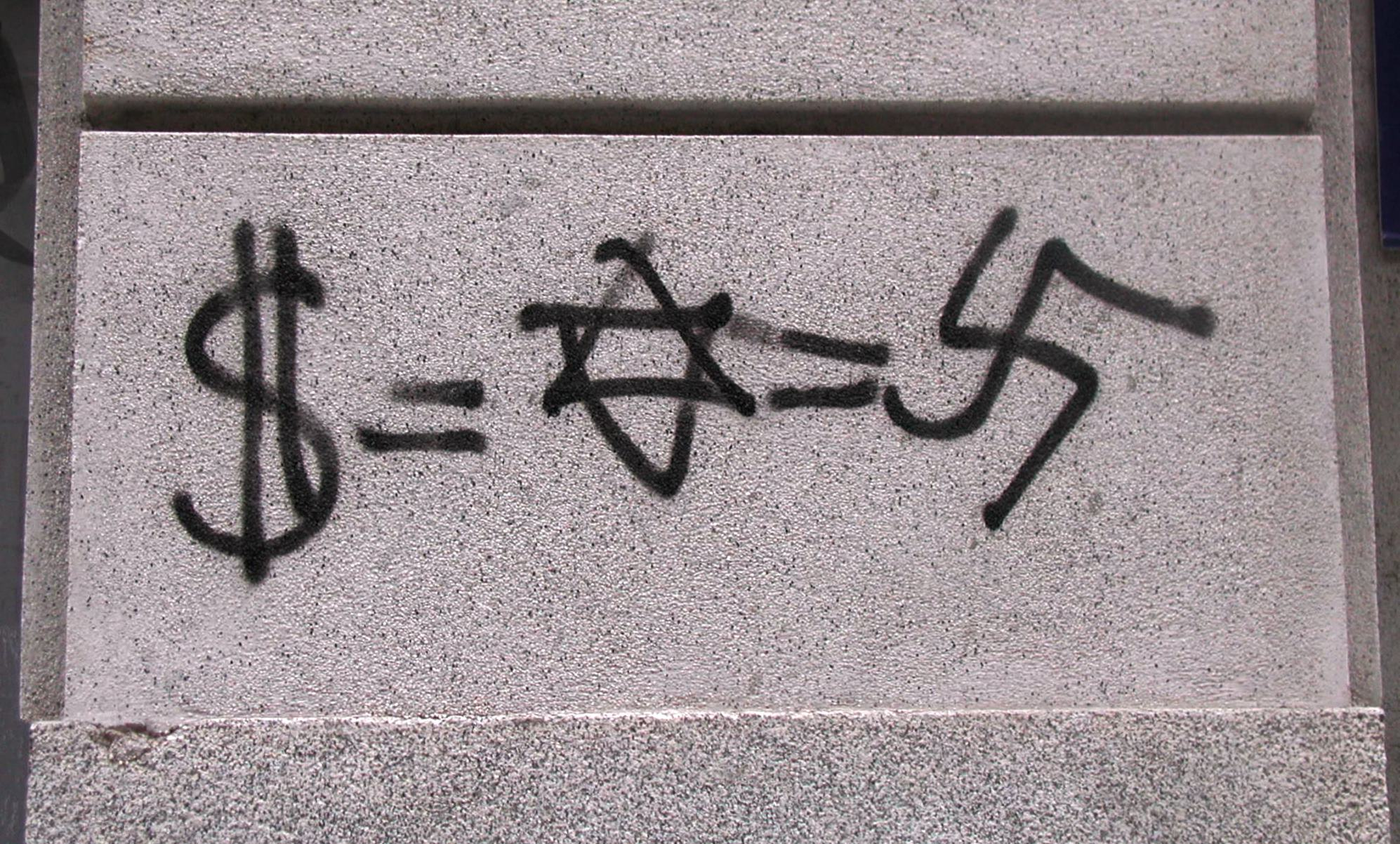
Antisemitské grafitti v hlavním městě Španělska.